# Leichtathletik-Weltmeisterschaften 2015
| Medaillenspiegel (Endstand nach 47 Entscheidungen) | Medaillenspiegel (Endstand nach 47 Entscheidungen) | Medaillenspiegel (Endstand nach 47 Entscheidungen) | Medaillenspiegel (Endstand nach 47 Entscheidungen) | Medaillenspiegel (Endstand nach 47 Entscheidungen) | Medaillenspiegel (Endstand nach 47 Entscheidungen) |
| Platz                                              | Land                                               | G                                                  | S                                                  | B                                                  | Gesamt                                             |
| -------------------------------------------------- | -------------------------------------------------- | -------------------------------------------------- | -------------------------------------------------- | -------------------------------------------------- | -------------------------------------------------- |
| 1                                                  | Kenia                                              | 7                                                  | 6                                                  | 3                                                  | 16                                                 |
| 2                                                  | Jamaika                                            | 7                                                  | 2                                                  | 3                                                  | 12                                                 |
| 3                                                  | USA                                                | 6                                                  | 6                                                  | 6                                                  | 18                                                 |
| 4                                                  | Großbritannien                                     | 4                                                  | 1                                                  | 2                                                  | 7                                                  |
| 5                                                  | Äthiopien                                          | 3                                                  | 3                                                  | 2                                                  | 8                                                  |
| 6                                                  | Polen                                              | 3                                                  | 1                                                  | 4                                                  | 8                                                  |
| 7                                                  | Deutschland                                        | 2                                                  | 3                                                  | 3                                                  | 8                                                  |
| 7                                                  | Kanada                                             | 2                                                  | 3                                                  | 3                                                  | 8                                                  |
| 9                                                  | Russland                                           | 2                                                  | 1                                                  | 1                                                  | 4                                                  |
| 10                                                 | Kuba                                               | 2                                                  | 1                                                  | –                                                  | 3                                                  |
| Vollständiger Medaillenspiegel                     |                                                    |                                                    |                                                    |                                                    |                                                    |

Die 15. Leichtathletik-Weltmeisterschaften wurden vom 22. bis 30. August 2015 im Nationalstadion der chinesischen Hauptstadt Peking ausgetragen.

## Bewerbung
Am 20. November 2010 erhielt Peking den Zuschlag für die Weltmeisterschaften, nachdem London seine Bewerbung zurückgezogen hatte und Peking als einziger Bewerber verblieben war.

## Stadion
Die Weltmeisterschaften fanden im Nationalstadion Peking statt. Das für die Olympischen Spiele 2008 errichtete Stadion bot eine Kapazität von 80.000 Zuschauern, während der Spiele wurde allerdings der oberste der drei Ränge nicht genutzt, sodass 54.000 Zuschauer im Stadion Platz fanden. Das Organisationskomitee baute während der Spiele auf ein Konzept der kurzen Wege sowohl zwischen den Trainingsstätten als auch zwischen den Unterbringungsmöglichkeiten der Athleten und Offiziellen. So waren das Nationalstadion und das Trainingsstadion von allen Hotels in spätestens dreißig Minuten erreicht, für die Distanz zwischen Nationalstadion und Trainingscenter benötigte man etwa 45 Minuten.

## Teilnehmende Nationen
An den Weltmeisterschaften nahmen 1935 Athleten aus 207 Nationen teil. Die meisten Athleten stellten die Vereinigten Staaten von Amerika mit 158 Teilnehmern, dann folgten Gastgeber Volksrepublik China mit 83 Athleten, Russland (69), Deutschland (66) und Großbritannien (64).
| - Afghanistan (1) - Ägypten (3) - Albanien (1) - Algerien (14) - Amerikanische Jungferninseln (2) - Andorra (1) - Angola (1) - Anguilla (1) - Antigua und Barbuda (6) - Äquatorialguinea (1) - Argentinien (6) - Armenien (1) - Aruba (1) - Aserbaidschan (2) - Äthiopien (41) - Australien (45) - Bahamas (25) - Bahrain (19) - Bangladesch (1) - Barbados (6) - Belarus (18) - Belgien (20) - Belize (1) - Benin (1) - Bermuda (2) - Bhutan (1) - Bolivien (3) - Bosnien und Herzegowina (3) - Botswana (7) - Brasilien (58) - Britische Jungferninseln (2) - Brunei (1) - Bulgarien (11) - Burkina Faso (2) - Burundi (2) - Cayman Islands (2) - Chile (6) - Volksrepublik China (83) - Cookinseln (1) - Costa Rica (2) - Demokratische Republik Kongo (1) - Deutschland (66) - Dominica (1) - Dominikanische Republik (7) - Dschibuti (4) - Dänemark (3) - Ecuador (6) - El Salvador (2) - Elfenbeinküste (4) - Eritrea (9) - Estland (15) - Fidschi (2) - Finnland (17) - Frankreich (36) - Französisch-Polynesien (1) - Gambia (1) - Georgien (1) - Ghana (2) - Gibraltar (1) - Grenada (3) - Griechenland (10) - Guam (1) - Guatemala (7) - Guinea (1) - Guinea-Bissau (1) - Guyana (2) - Haiti (1) - Honduras (1) - Hongkong (1) - Indien (18) | - Indonesien (1) - Irak (1) - Iran (6) - Irland (16) - Island (2) - Israel (5) - Italien (31) - Jamaika (53) - Japan (51) - Jemen (1) - Jordanien (1) - Kambodscha (1) - Kamerun (2) - Kanada (48) - Kap Verde (1) - Kasachstan (10) - Katar (8) - Kenia (52) - Kirgisistan (1) - Kiribati (1) - Kolumbien (13) - Komoren (1) - Republik Kongo (1) - Kosovo (1) - Kroatien (6) - Kuba (35) - Kuwait (1) - Laos (1) - Lesotho (2) - Lettland (10) - Libanon (1) - Liberia (1) - Libyen (1) - Litauen (12) - Luxemburg (2) - Macau (1) - Madagaskar (1) - Malawi (1) - Malaysia (1) - Malediven (1) - Mali (1) - Malta (1) - Marokko (22) - Mauretanien (1) - Mauritius (1) - Mazedonien (1) - Mexiko (5) - Föderierte Staaten von Mikronesien (1) - Moldau (4) - Monaco (1) - Mongolei (3) - Montenegro (1) - Montserrat (1) - Mosambik (1) - Myanmar (1) - Namibia (2) - Nauru (1) - Nepal (1) - Neuseeland (14) - Nicaragua (1) - Niederlande (23) - Nigeria (17) - Nordkorea (3) - Norwegen (9) - Nördliche Marianen (1) - Oman (1) - Österreich (5) - Pakistan (1) - Palau (1) | - Palästina (2) - Panama (3) - Papua-Neuguinea (2) - Paraguay (1) - Peru (6) - Philippinen (1) - Polen (50) - Portugal (17) - Puerto Rico (3) - Ruanda (1) - Rumänien (17) - Russland (69) - Salomonen (1) - Sambia (2) - Samoa (2) - San Marino (1) - São Tomé und Príncipe (1) - Saudi-Arabien (3) - Schweden (24) - Schweiz (16) - Senegal (1) - Serbien (5) - Seychellen (1) - Sierra Leone (1) - Simbabwe (5) - Singapur (1) - Slowakei (16) - Slowenien (8) - Somalia (1) - Spanien (40) - Sri Lanka (2) - St. Kitts und Nevis (3) - St. Lucia (2) - St. Vincent und die Grenadinen (1) - Sudan (3) - Südafrika (35) - Südkorea (12) - Südsudan (1) - Suriname (1) - Swasiland (1) - Syrien (2) - Tadschikistan (2) - Chinesisch Taipeh (5) - Tansania (4) - Thailand (2) - Togo (1) - Tonga (1) - Trinidad und Tobago (21) - Tschad (1) - Tschechien (25) - Tunesien (4) - Turkmenistan (1) - Turks- und Caicosinseln (1) - Tuvalu (1) - Türkei (12) - Uganda (11) - Ukraine (57) - Ungarn (12) - Uruguay (3) - Usbekistan (4) - Vanuatu (1) - Venezuela (11) - Vereinigte Arabische Emirate (2) - Vereinigte Staaten (158) - Vereinigtes Königreich (64) - Vietnam (1) - Zentralafrikanische Republik (1) - Zypern (3) |

## Wettkampfplan
Im Rahmen der Weltmeisterschaften in Peking fanden zwei Einlage-Wettbewerbe für Senioren im offiziellen Programm statt, diese sind in der folgenden Übersicht mit aufgeführt.
| M | morgens | A | abends | Q | Qualifikation | V | Vorlauf | ½ | Halbfinale | F | Finale | S | Senioren |

| Datum →          | Sa 22. | Sa 22. | So 23. | So 23. | So 23. | Mo 24. | Mo 24. | Di 25. | Di 25. | Mi 26. | Mi 26. | Do 27. | Do 27. | Fr 28. | Fr 28. | Sa 29. | Sa 29. | So 30. | So 30. |
| ---------------- | ------ | ------ | ------ | ------ | ------ | ------ | ------ | ------ | ------ | ------ | ------ | ------ | ------ | ------ | ------ | ------ | ------ | ------ | ------ |
| Wettkampf ↓      | M      | A      | M      | A      | A      | M      | A      | M      | A      | M      | A      | M      | A      | M      | A      | M      | A      | M      | A      |
| 100 m            | Q      | V      |        | ½      | F      |        |        |        |        |        |        |        |        |        |        |        |        |        |        |
| 200 m            |        |        |        |        |        |        |        |        | V      |        | ½      |        | F      |        |        |        |        |        |        |
| 400 m            |        |        | V      |        |        |        | ½      |        |        |        | F      |        |        |        |        |        |        |        |        |
| 800 m            | V      |        |        | ½      | ½      |        |        |        | F      |        |        |        |        |        |        |        | S      |        |        |
| 1500 m           |        |        |        |        |        |        |        |        |        |        |        | V      |        |        | ½      |        |        |        | F      |
| 5000 m           |        |        |        |        |        |        |        |        |        | V      |        |        |        |        |        |        | F      |        |        |
| 10.000 m         |        | F      |        |        |        |        |        |        |        |        |        |        |        |        |        |        |        |        |        |
| Marathon         | F      |        |        |        |        |        |        |        |        |        |        |        |        |        |        |        |        |        |        |
| 110 m Hürden     |        |        |        |        |        |        |        |        |        | V      |        |        | ½      |        | F      |        |        |        |        |
| 400 m Hürden     |        | V      |        | ½      | ½      |        |        |        | F      |        |        |        |        |        |        |        |        |        |        |
| 3000 m Hindernis | V      |        |        |        |        |        | F      |        |        |        |        |        |        |        |        |        |        |        |        |
| 4 × 100 m        |        |        |        |        |        |        |        |        |        |        |        |        |        |        |        | V      | F      |        |        |
| 4 × 400 m        |        |        |        |        |        |        |        |        |        |        |        |        |        |        |        | V      |        |        | F      |
| 20 km Gehen      |        |        | F      |        |        |        |        |        |        |        |        |        |        |        |        |        |        |        |        |
| 50 km Gehen      |        |        |        |        |        |        |        |        |        |        |        |        |        |        |        | F      |        |        |        |
| Weitsprung       |        |        |        |        |        | Q      |        |        | F      |        |        |        |        |        |        |        |        |        |        |
| Dreisprung       |        |        |        |        |        |        |        |        |        | Q      |        |        | F      |        |        |        |        |        |        |
| Hochsprung       |        |        |        |        |        |        |        |        |        |        |        |        |        | Q      |        |        |        |        | F      |
| Stabhochsprung   |        | Q      |        |        |        |        | F      |        |        |        |        |        |        |        |        |        |        |        |        |
| Kugelstoßen      |        |        | Q      | F      | F      |        |        |        |        |        |        |        |        |        |        |        |        |        |        |
| Diskuswurf       |        |        |        |        |        |        |        |        |        |        |        | Q      |        |        |        |        | F      |        |        |
| Hammerwurf       | Q      |        |        | F      | F      |        |        |        |        |        |        |        |        |        |        |        |        |        |        |
| Speerwurf        |        |        |        |        |        |        | Q      |        |        |        | F      |        |        |        |        |        |        |        |        |
| Zehnkampf        |        |        |        |        |        |        |        |        |        |        |        |        |        | F      | F      | F      | F      |        |        |

| Datum →          | Sa 22. | Sa 22. | So 23. | So 23. | So 23. | Mo 24. | Mo 24. | Mo 24. | Di 25. | Di 25. | Mi 26. | Mi 26. | Do 27. | Do 27. | Fr 28. | Fr 28. | Fr 28. | Sa 29. | Sa 29. | So 30. | So 30. |
| ---------------- | ------ | ------ | ------ | ------ | ------ | ------ | ------ | ------ | ------ | ------ | ------ | ------ | ------ | ------ | ------ | ------ | ------ | ------ | ------ | ------ | ------ |
| Wettkampf ↓      | M      | A      | M      | M      | A      | M      | A      | A      | M      | A      | M      | A      | M      | A      | M      | A      | A      | M      | A      | M      | A      |
| 100 m            |        |        | Q      | V      |        |        | ½      | F      |        |        |        |        |        |        |        |        |        |        |        |        |        |
| 200 m            |        |        |        |        |        |        |        |        |        |        |        | V      |        | ½      |        | F      | F      |        |        |        |        |
| 400 m            |        |        |        |        |        | V      |        |        |        | ½      |        |        |        | F      |        |        |        |        | S      |        |        |
| 800 m            |        |        |        |        |        |        |        |        |        |        | V      |        |        | ½      |        |        |        |        | F      |        |        |
| 1500 m           | V      |        |        |        | ½      |        |        |        |        | F      |        |        |        |        |        |        |        |        |        |        |        |
| 5000 m           |        |        |        |        |        |        |        |        |        |        |        |        | V      |        |        |        |        |        |        |        | F      |
| 10.000 m         |        |        |        |        |        |        | F      | F      |        |        |        |        |        |        |        |        |        |        |        |        |        |
| Marathon         |        |        |        |        |        |        |        |        |        |        |        |        |        |        |        |        |        |        |        | F      |        |
| 100 m Hürden     |        |        |        |        |        |        |        |        |        |        |        |        | V      |        |        | ½      | F      |        |        |        |        |
| 400 m Hürden     |        |        | V      |        |        |        | ½      | ½      |        |        |        | F      |        |        |        |        |        |        |        |        |        |
| 3000 m Hindernis |        |        |        |        |        | V      |        |        |        |        |        | F      |        |        |        |        |        |        |        |        |        |
| 4 × 100 m        |        |        |        |        |        |        |        |        |        |        |        |        |        |        |        |        |        | V      | F      |        |        |
| 4 × 400 m        |        |        |        |        |        |        |        |        |        |        |        |        |        |        |        |        |        | V      |        |        | F      |
| 20 km Gehen      |        |        |        |        |        |        |        |        |        |        |        |        |        |        | F      |        |        |        |        |        |        |
|                  |        |        |        |        |        |        |        |        |        |        |        |        |        |        |        |        |        |        |        |        |        |
| Weitsprung       |        |        |        |        |        |        |        |        |        |        |        |        | Q      |        |        | F      | F      |        |        |        |        |
| Dreisprung       |        | Q      |        |        |        |        | F      | F      |        |        |        |        |        |        |        |        |        |        |        |        |        |
| Hochsprung       |        |        |        |        |        |        |        |        |        |        |        |        | Q      |        |        |        |        |        | F      |        |        |
| Stabhochsprung   |        |        |        |        |        | Q      |        |        |        |        |        | F      |        |        |        |        |        |        |        |        |        |
| Kugelstoßen      | Q      | F      |        |        |        |        |        |        |        |        |        |        |        |        |        |        |        |        |        |        |        |
| Diskuswurf       |        |        |        |        |        | Q      |        |        |        | F      |        |        |        |        |        |        |        |        |        |        |        |
| Hammerwurf       |        |        |        |        |        |        |        |        |        |        | Q      |        |        | F      |        |        |        |        |        |        |        |
| Speerwurf        |        |        |        |        |        |        |        |        |        |        |        |        |        |        |        | Q      | Q      |        |        |        | F      |
| Siebenkampf      | F      | F      | F      | F      | F      |        |        |        |        |        |        |        |        |        |        |        |        |        |        |        |        |

## Sportliche Leistungen
Die Ergebnisse dieser Weltmeisterschaften ein Jahr vor den Olympischen Spielen in Rio de Janeiro lagen auf dem gewohnt hohen Niveau von Leichtathletik-Weltmeisterschaften.

### Rekorde und Bestleistungen
- Ein Weltrekord (WR)
  - Zehnkampf, Männer – Ashton Eaton (USA) 9045 P
- Fünf Weltmeisterschaftsrekorde (CR)
  - 200-Meter-Lauf, Frauen – Dafne Schippers (Niederlande) 21,63 s (Finale)
  - 5000-Meter-Lauf, Frauen – Almaz Ayana (Äthiopien) 14:26,83 min (Finale)
  - 400-Meter-Hürdenlauf, Frauen – Zuzana Hejnová (Tschechien) 53,50 s (Finale)
  - 4-mal-100-Meter-Staffel, Frauen – Jamaika (Veronica Campbell-Brown, Natasha Morrison, Elaine Thompson, Shelly-Ann Fraser-Pryce) 41,07 s (Finale)
  - Hammerwurf, Frauen – Anita Włodarczyk (Polen) 80,85 m (Finale)
- Zwölf Weltjahresbestleistungen (WL)
  - 200-Meter-Lauf, Männer – Usain Bolt (Jamaika) 19,55 s (Finale)
  - 400-Meter-Lauf, Männer – Wayde van Niekerk (Südafrika) 43,48 s (Finale)
  - 400-Meter-Hürdenlauf, Männer – Nicholas Bett (Kenia) 47,79 s (Finale)
  - 4-mal-100-Meter-Staffel, Männer – Jamaika (Nesta Carter, Asafa Powell, Nickel Ashmeade, Usain Bolt) 37,36 s (Finale)
  - 4-mal-400-Meter-Staffel, Männer – USA (David Verburg, Tony McQuay, Bryshon Nellum, LaShawn Merritt) 2:57,82 min (Finale)
  - Dreisprung, Männer – Christian Taylor (USA) 18,21 m (Finale)
  - Speerwurf, Männer – Julius Yego (Kenia) 92,72 m (Finale)
  - 200-Meter-Lauf, Frauen – Dafne Schippers (Niederlande) 21,63 s (Finale)
  - 400-Meter-Lauf, Frauen – Allyson Felix (USA) 49,26 s (Finale)
  - 4-mal-400-Meter-Staffel, Frauen – Jamaika (Christine Day, Shericka Jackson, S. A. McPherson, Novlene Williams-Mills) 3:19,13 min (Finale)
  - Weitsprung, Frauen – Tianna Bartoletta (USA) 7,14 m (Finale)
  - Speerwurf, Frauen – Katharina Molitor (Deutschland) 67,69 m (Finale)
- Sieben Kontinentalrekorde
  - 400-Meter-Lauf, Männer – Wayde van Niekerk (Südafrika) 43,48 s (Afrikarekord, Finale)
  - 50-km-Gehen, Männer – Andrés Chocho (Ecuador) 3:46:00 h (Amerikarekord)
  - Kugelstoßen, Männer – Tomas Walsh (Neuseeland) 21,58 m (Ozeanienrekord, Finale)
  - Zehnkampf, Männer – Larbi Bourrada (Algerien) 8461 P (Afrikarekord)
  - 200-Meter-Lauf, Frauen – Dafne Schippers (Niederlande) 21,63 s (Europarekord, Finale)
  - Stabhochsprung, Frauen – Fabiana Murer (Brasilien) 4,85 m (Südamerikarekord egalisiert, Finale)
  - Speerwurf, Frauen – Lü Huihui (Volksrepublik China) 66,13 m (Asienrekord, Finale)

Darüber hinaus sahen die Zuschauer 75 nationale Rekorde.

### Erfolgreichste Sportler
- Es gab drei Athleten, die mehr als eine Goldmedaille errangen.
  - Usain Bolt, Jamaika – 3-mal Gold (100 Meter / 200 Meter / 4 × 100 Meter)
  - Mo Farah, Großbritannien – 2-mal Gold (5000 Meter / 10.000 Meter)
  - Shelly-Ann Fraser-Pryce, Jamaika – 2-mal Gold (100 Meter / 4 × 100 Meter)
- Folgende Weltmeister waren bereits bei vorangegangenen Weltmeisterschaften siegreich:
  - Usain Bolt, Jamaika – 100 Meter: dritter Sieg nach 2009 und 2011 / 200 Meter: vierter in Folge / 4 × 100 Meter: vierter Sieg in Folge, damit jetzt elffacher Weltmeister
  - Allyson Felix, USA – 400 Meter: erster Titelerfolg hier in Peking / zuvor über 200 Meter dreifache Weltmeisterin (2005/2007/2009) / über 4 × 100 Meter zweifache Weltmeisterin (2007/2011) / über 4 × 400 Meter dreifache Weltmeisterin (2007/2009/2011), damit jetzt neunfache Weltmeisterin
  - LaShawn Merritt,  USA – 4 × 400 Meter: fünfter Sieg in Folge / darüber hinaus über 400 Meter zweifacher Weltmeister (2009/2013), damit jetzt siebenfacher Weltmeister
  - Mo Farah, Großbritannien – 5000 Meter: dritter Sieg in Folge, 10.000 Meter. zweiter Sieg in Folge, damit jetzt fünffacher Weltmeister
  - Ezekiel Kemboi, Kenia – 3000-Meter-Hindernis: vierter Sieg in Folge
  - Vivian Cheruiyot, Kenia – 10.000 Meter: zweiter Sieg nach 2011, zuvor zweifache Weltmeisterin über 5000 Meter (2009/2011), damit jetzt vierfache Weltmeisterin
  - Nesta Carter, Jamaika – 4 × 100 m: dritter Sieg in Folge
  - Asbel Kiprop, Kenia – 1500 Meter: dritter Sieg in Folge
  - Anita Włodarczyk, Polen – Hammerwurf: dritter Sieg nach 2009 und 2013
  - Jessica Ennis-Hill, Großbritannien – Siebenkampf: dritter Sieg nach 2009 und 2011
  - Veronica Campbell-Brown, Jamaika – 4 × 100 m: erster Titelerfolg / zuvor Weltmeisterin über 100 Meter (2007) / Weltmeisterin über 200 Meter (2011), damit jetzt dreifache Weltmeisterin
  - Paweł Fajdek, Polen – Hammerwurf: zweiter Sieg in Folge
  - Ashton Eaton, USA – Zehnkampf: zweiter Sieg in Folge
  - Zuzana Hejnová, Tschechien – 400 Meter Hürden: zweiter Sieg in Folge
  - Caterine Ibargüen, Kolumbien – Dreisprung: zweiter Sieg in Folge
  - David Rudisha, Kenia – 800 Meter: zweiter Sieg nach 2011
  - Liu Hong, Volksrepublik China – 20-km-Gehen: zweiter Sieg nach 2011
  - Christian Taylor, USA – Dreisprung: zweiter Sieg nach 2011
  - Tianna Bartoletta, USA – Weitsprung: zweiter Sieg nach 2005
  - Nickel Ashmeade, Jamaika – 4 × 100 m: zweiter Sieg in Folge
  - David Verburg, USA – 4 × 400 m: zweiter Sieg in Folge
  - Tony McQuay, USA – 4 × 400 m: zweiter Sieg in Folge
  - Asafa Powell, Jamaika – 4 × 100 m: zweiter Sieg nach 2009

### Medaillenwertung
In der Medaillenwertung lag in diesem Jahr erstmals Kenia ganz vorn, dahinter Jamaika – wie Kenia mit sieben WM-Titeln. Die USA musste sich mit sechs Goldmedaillen hinter diesen beiden Nationen begnügen. Das bei früheren Weltmeisterschaften erfolgsgewohnte Russland landete diesmal mit nur zwei Siegen weiter hinten. Diese Erfolgseinbußen müssen besonders auch auf dem Hintergrund der verheerenden Dopingproblematik in Russland gesehen werden.

## Doping
- Zwei disqualifizierte Kenianerinnen: Nach positiven Dopingtests wurden zwei Athletinnen aus Kenia durch die IAAF von den Weltmeisterschaften suspendiert.[6]
  - Joy Sakari – 400-Meter-Lauf. Sie hatte sich für das Halbfinale qualifiziert hatte, trat dort jedoch nicht an.
  - Koki Manunga – 400-Meter-Hürdenlauf, im Vorlauf ausgeschieden

Das Dopingkontrollsystem des überaus erfolgreichen Landes Kenia war nach einem ARD-Bericht grundsätzlich heftig in die Kritik geraten. Das auch bei diesen Weltmeisterschaften sehr erfolgreiche Abschneiden der kenianischen Sportler kann nicht ohne diesen Zusammenhang gesehen werden. Die massiven Glaubwürdigkeitsprobleme der Leichtathletik im Bereich des Einsatzes verbotener Mittel zur Leistungssteigerung wurden so noch erheblich vergrößert.
- Vier betroffene Leichtathleten aus Marokko
  - Nader Belhanbel – 800-Meter-Lauf, zunächst Siebter. Er wurde bei Nachkontrollen im Jahr 2017 der Einnahme verbotener Substanzen überführt und nachträglich disqualifiziert.[10]
  - Yassine Bensghir – 1500-Meter-Lauf, im Halbfinale ausgeschieden. Die IAAF gab im Juli 2016 bekannt, dass er aufgrund von Unregelmäßigkeiten in seinem Biologischen Pass für vier Jahre gesperrt sei. Seine seit dem 7. Juli 2014 erzielten Ergebnisse wurden annulliert, die Sperre endete am 11. April 2020.[11]
  - Othmane el-Goumri – 5000-Meter-Lauf, im Vorlauf ausgeschieden. Die IAAF sperrte ihn aufgrund von Unregelmäßigkeiten in seinem Biologischen Pass für zwei Jahre bis zum 30. Juni 2018. Seine seit dem 11. August 2013 erzielten Ergebnisse wurden annulliert.[12]
  - Adil Annani – Marathonlauf, nicht im Ziel. Der marokkanische Leichtathletik-Verband sperrte den Athleten wegen Dopingmissbrauchs, der aus seinem Biologischen Pass ersichtlich war, für vier Jahre bis zum 20. Juni 2020. Unter anderem sein bei den Weltmeisterschaften hier in Peking erzieltes Ergebnis wurde gestrichen.[13]
- Fünf weitere dopingbedingte Disqualifikationen
  - Alexander Jargunkin (Russland) – 50-km-Gehen. Er wurde nach einem positiven EPO-Test einen Tag vor seinem Start von der russischen Antidopingagentur RUSADA suspendiert.[14]
  - Jekaterina Dosseikina (Russland) – 3000-Meter-Hindernislauf. Die im Vorlauf ausgeschiedene Läuferin wurde nach einer positiven Dopingprobe für vier Jahre gesperrt, ihr Resultat bei diesen Weltmeisterschaften wurde annulliert.[15]
  - Deborah Oluwaseun Odeyemi (Nigeria) – 4-mal-100-Meter-Staffel. Sie wurde bei den nigerianischen Meisterschaften am 30. Juli 2015 positiv auf das Steroid Methenolon getestet. Die nigerianische Staffel, die im Vorlauf ausgeschieden war, wurde disqualifiziert, die Athletin erhielt eine Sperre von vier Jahren.
  - Tosin Adeloye (Nigeria) – 4-mal-400-Meter-Staffel. Ihre Disqualifikation hatte zur Folge, dass die komplette nigerianische Staffel, die den fünften Platz belegt hatte, disqualifiziert und von der Teilnahme an den Olympischen Spielen 2016 ausgeschlossen wurde.[16]
  - Olena Shumkina (Ukraine) – 20-km-Gehen, zunächst Rang 41. Sie wurde wegen der Werte in ihrem Biologischen Pass für drei Jahre gesperrt. Sämtliche Resultate seit Mai 2011 wurden annulliert, betroffen davon waren ihre Ergebnisse bei drei Weltmeisterschaften und den Olympischen Spielen 2012.[17]

Insgesamt gab es elf dokumentierte Dopingfälle bei diesen Weltmeisterschaften. Betroffen waren folgende Nationen:
| Land     | Anzahl der Fälle |
| -------- | ---------------- |
| Marokko  | 4                |
| Kenia    | 2                |
| Nigeria  | 2                |
| Russland | 2                |
| Ukraine  | 1                |

Erstmals nach den Weltmeisterschaften 2013 gab es einen deutlichen Rückgang der festgestellten Fälle. Die Zahl fiel wieder auf Werte, wie sie vor den Weltmeisterschaften 2009 auftraten, dazu eine kurze Übersicht:
| WM-Jahr | Anzahl der Fälle |
| ------- | ---------------- |
| 1997    | 7                |
| 1999    | 7                |
| 2001    | 12               |
| 2003    | 12               |
| 2005    | 11               |
| 2007    | 11               |
| 2009    | 49               |
| 2011    | 64               |
| 2013    | 40               |
| 2015    | 11               |

Der Rückgang der Zahlen sollte allerdings nicht darauf schließen lassen, dass sich die tatsächliche Dopingproblematik auf dem Rückzug befand und befindet. Unter anderem die Vorkommnisse bei den Olympischen Winterspielen 2014, die ebenso wie die Resultate des durch die Welt-Anti-Doping-Agentur WADA in Auftrag gegebenen McLaren-Reports und der langjährige Ausschluss russischer Leichtathleten zeigen, dass hier noch viel im Verborgenen liegt und es noch viel zu tun gibt.

## Resultate Männer

### 100 m

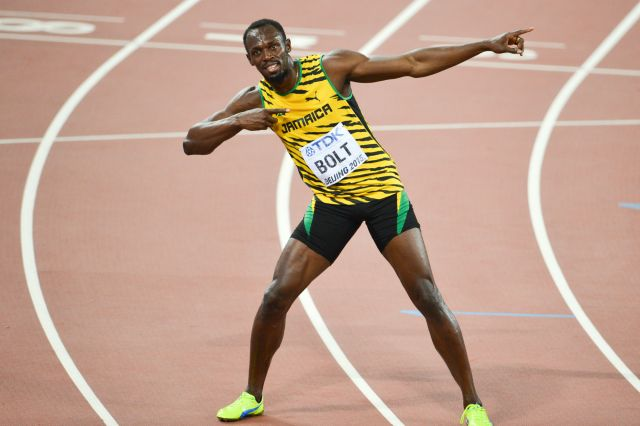
Weltmeister Usain Bolt in seiner typischen Triumphpose

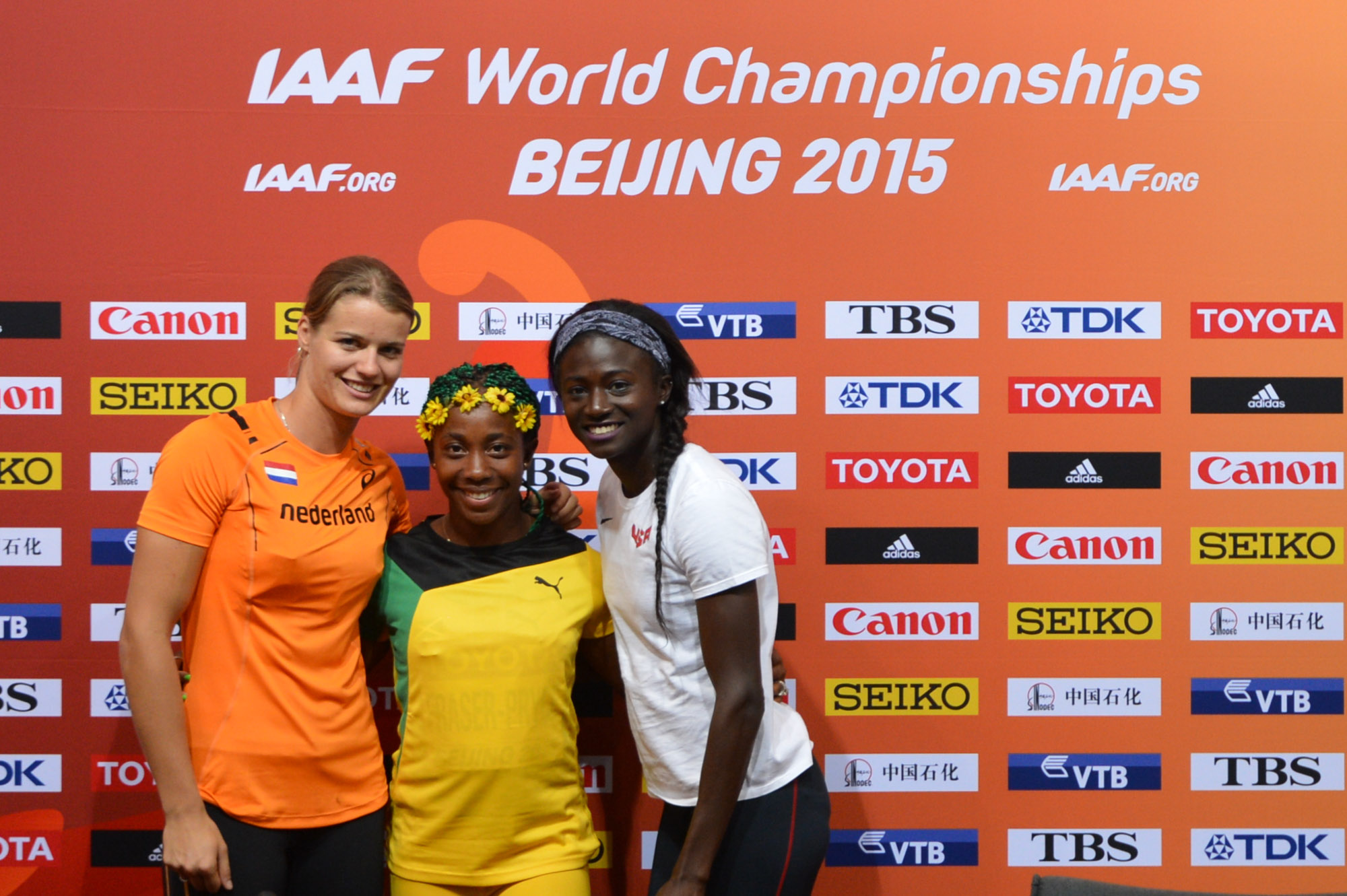
Nach der Siegerehrung (v. l. n. r.): Dafne Schippers, Shelly-Ann Fraser-Pryce und Tori Bowie

| Platz | Athlet          | Land | Zeit (s) |
| ----- | --------------- | ---- | -------- |
| 1     | Usain Bolt      | JAM  | 09,79    |
| 2     | Justin Gatlin   | USA  | 09,80    |
| 3     | Trayvon Bromell | USA  | 09,92    |
| 3     | Andre De Grasse | CAN  | 09,92    |
| 5     | Mike Rodgers    | USA  | 09,94    |
| 6     | Tyson Gay       | USA  | 10,00    |
| 7     | Asafa Powell    | JAM  | 10,00    |
| 8     | Jimmy Vicaut    | FRA  | 10,00    |
| 9     | Su Bingtian     | CHN  | 10,06    |

Finale: 23. August, 21:15 Uhr
Wind: −0,5 m/s

### 200 m

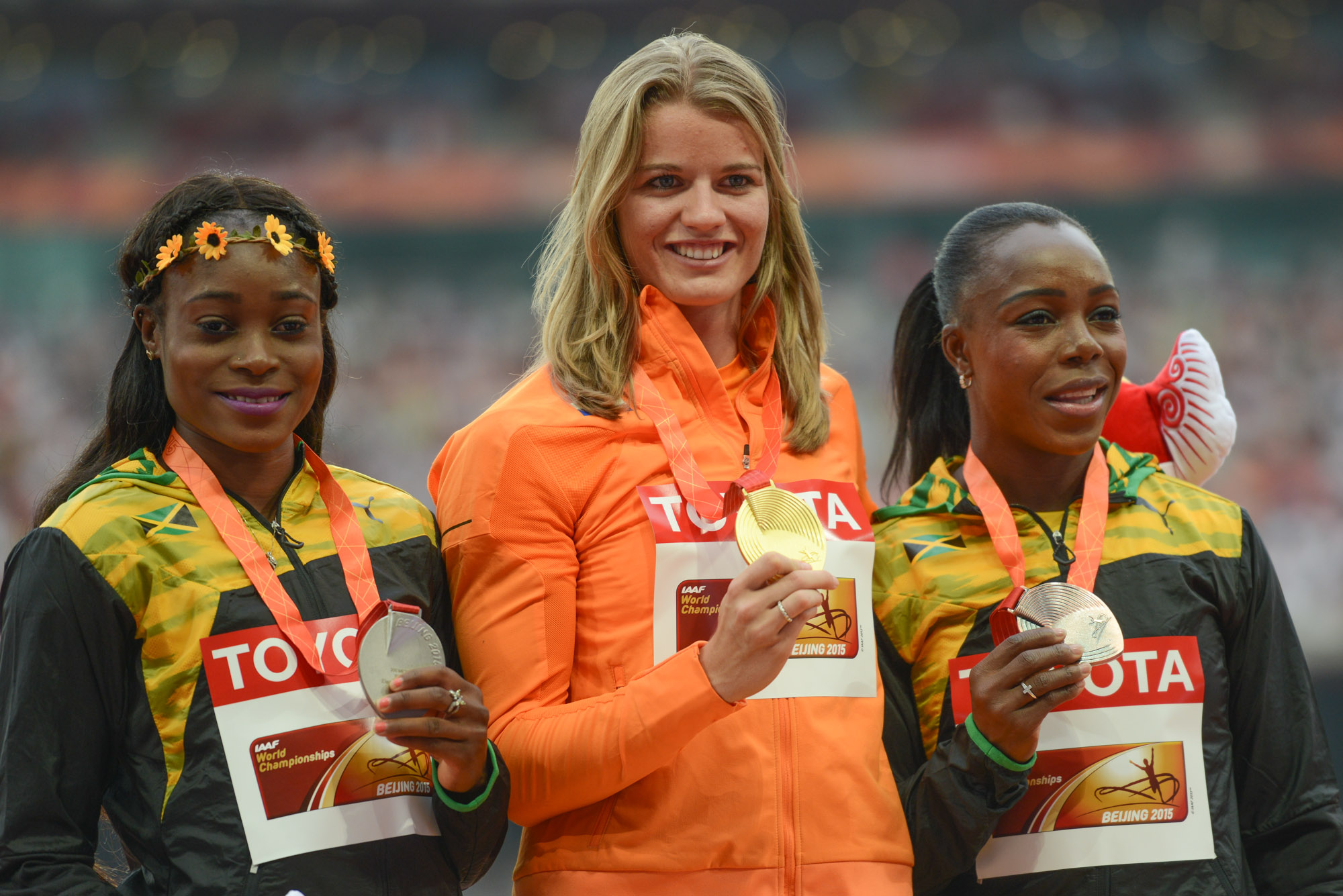
Die Medaillengewinnerinnen (v. l. n. r.):
Elaine Thompson, Dafne Schippers, Veronica Campbell-Brown

| Platz | Athlet          | Land | Zeit (s) |
| ----- | --------------- | ---- | -------- |
| 1     | Usain Bolt      | JAM  | 19,55 WL |
| 2     | Justin Gatlin   | USA  | 19,74    |
| 3     | Anaso Jobodwana | RSA  | 19,87 NR |
| 4     | Alonso Edward   | PAN  | 19,87    |
| 5     | Zharnel Hughes  | GBR  | 20,02    |
| 6     | Ramil Guliyev   | TUR  | 20,11    |
| 7     | Femi Ogunode    | QAT  | 20,27    |
| 8     | Nickel Ashmeade | JAM  | 20,33    |

Finale: 27. August, 20:55 Uhr
Wind: −0,1 m/s

### 400 m

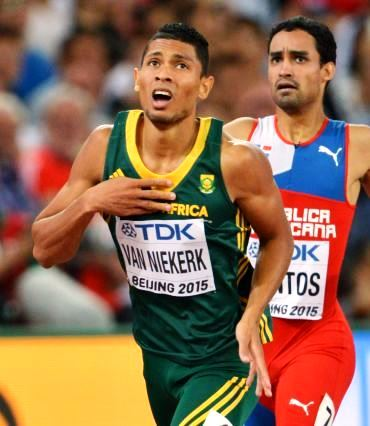
Weltmeister Wayde van Niekerk

| Platz | Athlet            | Land | Zeit (s)    |
| ----- | ----------------- | ---- | ----------- |
| 1     | Wayde van Niekerk | RSA  | 43,48 WL/AF |
| 2     | LaShawn Merritt   | USA  | 43,65       |
| 3     | Kirani James      | GRN  | 43,78       |
| 4     | Luguelín Santos   | DOM  | 44,11 NR    |
| 5     | Isaac Makwala     | BOT  | 44,63       |
| 6     | Rabah Yousif      | GBR  | 44,68       |
| 7     | Machel Cedenio    | TTO  | 45,06       |
| 8     | Youssef Masrahi   | KSA  | 45,15       |

Finale: 26. August, 21:25 Uhr

### 800 m
| Platz | Athlet                    | Land | Zeit (min) |
| ----- | ------------------------- | ---- | ---------- |
| 1     | David Rudisha             | KEN  | 1:45,84    |
| 2     | Adam Kszczot              | POL  | 1:46,08    |
| 3     | Amel Tuka                 | BIH  | 1:46,30    |
| 4     | Ferguson Cheruiyot Rotich | KEN  | 1:46,35    |
| 5     | Pierre-Ambroise Bosse     | FRA  | 1:46,63    |
| 6     | Musaeb Abdulrahman Balla  | QAT  | 1:47,01    |
| 7     | Alfred Kipketer           | KEN  | 1:47,66    |
| DOP   | Nader Belhanbel           | MAR  | 1:47,09    |

Finale: 25. August, 20:55 Uhr
Doping:

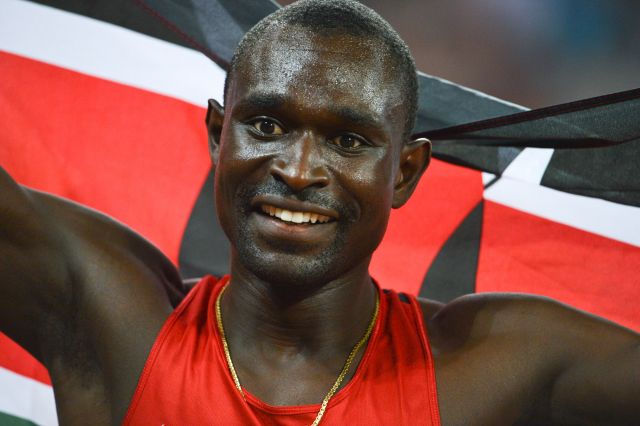
Weltmeister David Rudisha

In diesem Wettbewerb gab es einen Dopingfall: Der zunächst auf Rang sieben eingelaufene Marokkaner Nader Belhanbel wurde bei Nachkontrollen im Jahr 2017 der Einnahme verbotener Substanzen überführt und nachträglich disqualifiziert.

### 1500 m

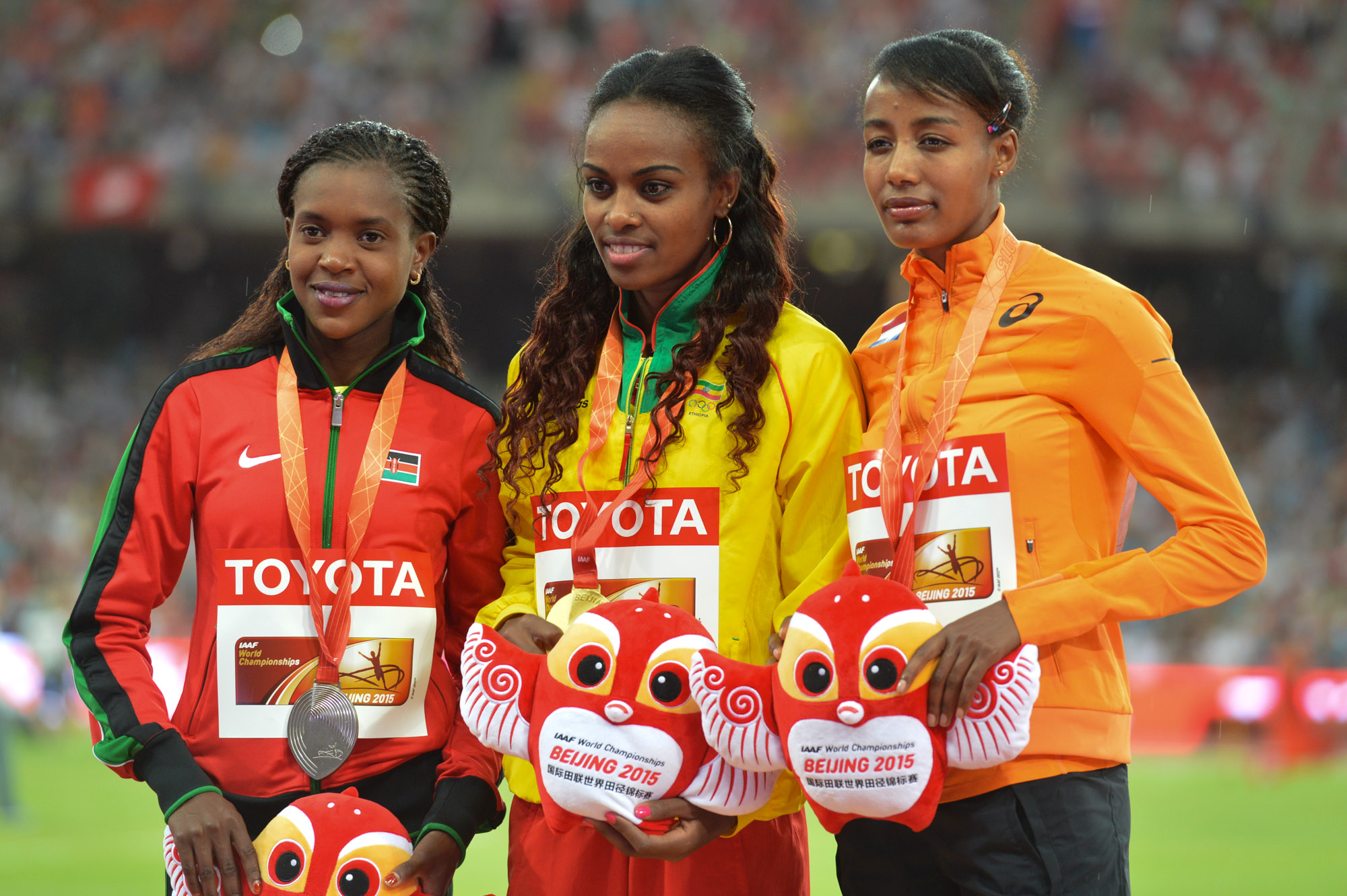
Die Medaillengewinnerinnen (v. l. n, r.): Faith Kipyegon, Genzebe Dibaba, Sifan Hassan

| Platz | Athlet             | Land | Zeit (min) |
| ----- | ------------------ | ---- | ---------- |
| 1     | Asbel Kiprop       | KEN  | 3:34,40    |
| 2     | Elijah Manangoi    | KEN  | 3:34,63    |
| 3     | Abdalaati Iguider  | MAR  | 3:34,67    |
| 4     | Taoufik Makhloufi  | ALG  | 3:34,76    |
| 5     | Silas Kiplagat     | KEN  | 3:34,81    |
| 6     | Nick Willis        | NZL  | 3:35,46    |
| 7     | Timothy Cheruiyot  | KEN  | 3:36,05    |
| 8     | Matthew Centrowitz | USA  | 3:36,13    |

Finale: 30. August, 19:45 Uhr
Doping:

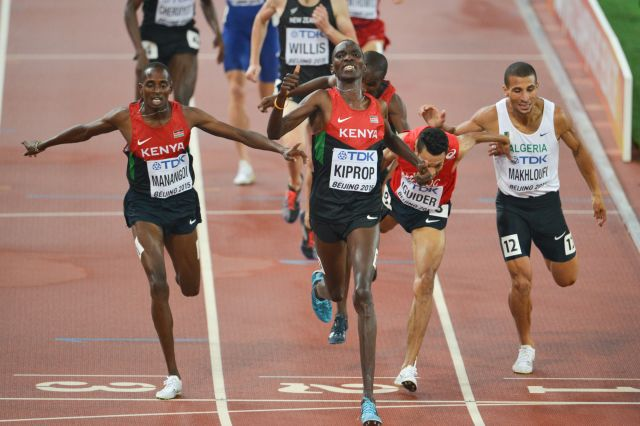
Der Zieleinlauf über 1500 Meter

Auch auf dieser Mittelstrecke gab es einen Dopingfall: Die IAAF gab im Juli 2016 bekannt, dass der im Halbfinale ausgeschiedene Marokkaner Yassine Bensghir wegen Unregelmäßigkeiten in seinem Biologischen Pass für vier Jahre gesperrt sei. Seine seit dem 7. Juli 2014 erzielten Ergebnisse wurden annulliert, die Sperre endete am 11. April 2020.

### 5000 m

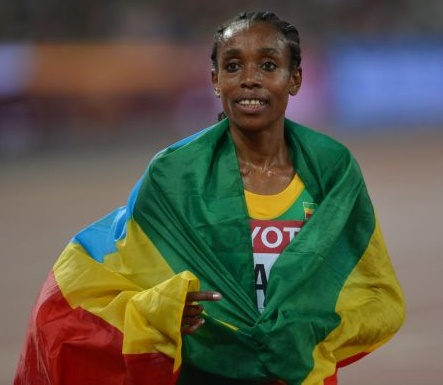
Almaz Ayana – 2013 WM-Dritte und nun Weltmeisterin

| Platz | Athlet                | Land | Zeit (min) |
| ----- | --------------------- | ---- | ---------- |
| 1     | Mo Farah              | GBR  | 13:50,38   |
| 2     | Caleb Ndiku           | KEN  | 13:51,75   |
| 3     | Hagos Gebrhiwet       | ETH  | 13:51,86   |
| 4     | Yomif Kejelcha        | ETH  | 13:52,43   |
| 5     | Galen Rupp            | USA  | 13:53,90   |
| 6     | Ben True              | USA  | 13:54,07   |
| 7     | Ryan Hill             | USA  | 13:55,10   |
| 8     | Isiah Kiplangat Koech | KEN  | 13:55,98   |

Finale: 29. August, 19:30 Uhr
Doping:

Auch in dieser Disziplin kam es zu einer nachträglichen Annullierung des Ergebnisses eines marokkanischen Athleten. Die IAAF sperrte den im Vorlauf ausgeschiedenen Othmane el-Goumri aufgrund von Unregelmäßigkeiten in seinem Biologischen Pass für zwei Jahre bis zum 30. Juni 2018. Seine seit dem 11. August 2013 erzielten Ergebnisse wurden annulliert.

### 10.000 m

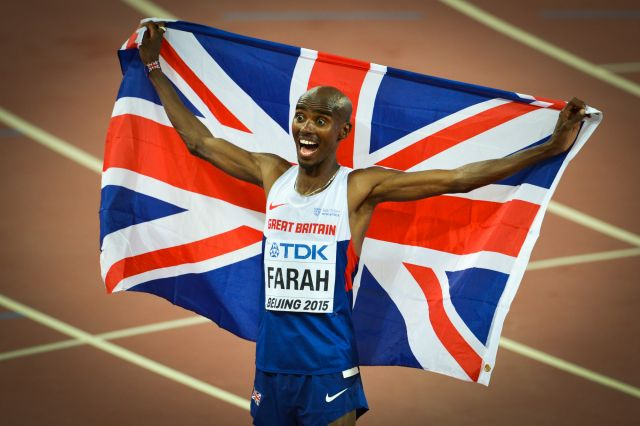
Der auf den Langstrecken dominierende Mo Farah nach seinem Erfolg über 10.000 Meter

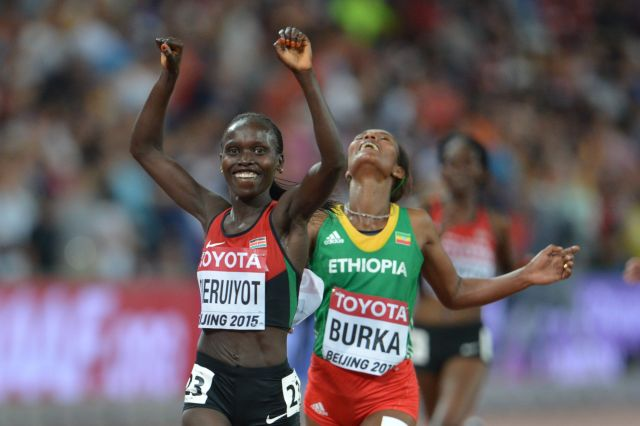
Zieleinlauf über 10.000 Meter: Vivian Cheruiyot siegte vor Gelete Burka

| Platz | Athlet                | Land | Zeit (min) |
| ----- | --------------------- | ---- | ---------- |
| 1     | Mo Farah              | GBR  | 27:01,13   |
| 2     | Geoffrey Kamworor     | KEN  | 27:01,76   |
| 3     | Paul Kipngetich Tanui | KEN  | 27:02,83   |
| 4     | Bedan Karoki          | KEN  | 27:04,77   |
| 5     | Galen Rupp            | USA  | 27:08,91   |
| 6     | Abrar Osman           | ERI  | 27:43,21   |
| 7     | Ali Kaya              | TUR  | 27:43,69   |
| 8     | Timothy Toroitich     | UGA  | 27:44,90   |

Datum: 22. August, 20:50 Uhr

### Marathon

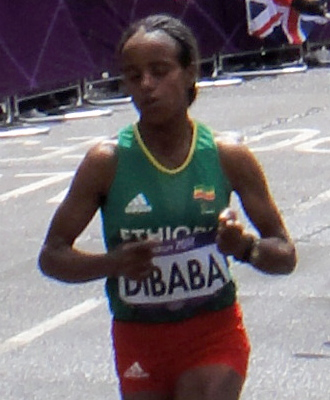
Weltmeisterin Mare Dibaba

| Platz | Athlet                | Land | Zeit (h) |
| ----- | --------------------- | ---- | -------- |
| 1     | Ghirmay Ghebreslassie | ERI  | 2:12:28  |
| 2     | Yemane Tsegay         | ETH  | 2:13:08  |
| 3     | Munyo Solomon Mutai   | UGA  | 2:13:30  |
| 4     | Ruggero Pertile       | ITA  | 2:14:23  |
| 5     | Shumi Dechasa         | BRN  | 2:14:36  |
| 6     | Stephen Kiprotich     | UGA  | 2:14:43  |
| 7     | Lelisa Desisa         | ETH  | 2.14:54  |
| 8     | Daniele Meucci        | ITA  | 2:14:54  |

Datum: 22. August, 7:15 Uhr
Doping:

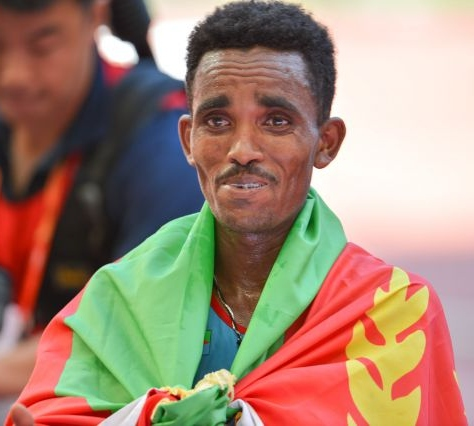
Weltmeister Ghirmay Ghebreslassie nach dem Rennen

Der Marokkaner Adil Annani, der das Ziel nicht erreicht hatte, wurde vom marokkanischen Leichtathletik-Verband wegen Dopingmissbrauchs, der aus seinem Biologischen Pass ersichtlich war, für vier Jahre bis zum 20. Juni 2020 gesperrt. Unter anderem sein bei den Weltmeisterschaften hier in Peking erzieltes Ergebnis wurde gestrichen.

### 110 m Hürden

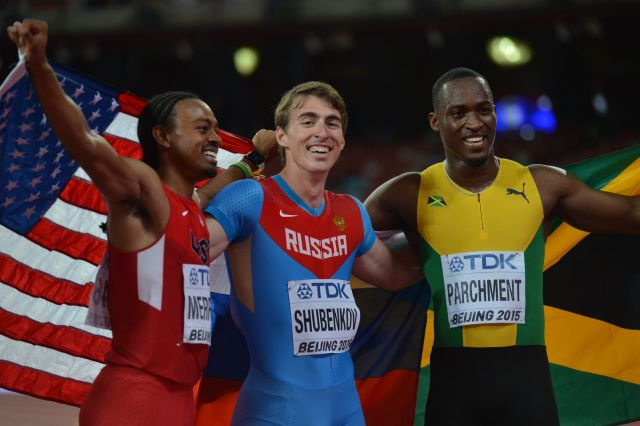
Die Medaillengewinner nach dem Finale

| Platz | Athlet                  | Land | Zeit (s) |
| ----- | ----------------------- | ---- | -------- |
| 1     | Sergej Schubenkow       | RUS  | 12,98 NR |
| 2     | Hansle Parchment        | JAM  | 13,03    |
| 3     | Aries Merritt           | USA  | 13,04    |
| 4     | Pascal Martinot-Lagarde | FRA  | 13,17    |
| 5     | Dimitri Bascou          | FRA  | 13,17    |
| 6     | Omar McLeod             | JAM  | 13,18    |
| 7     | David Oliver            | USA  | 13,33    |
| 8     | Garfield Darien         | FRA  | 13,34    |

Finale: 28. August, 21:20 Uhr
Wind: +0,1 m/s

### 400 m Hürden
| Platz | Athlet           | Land | Zeit (s)    |
| ----- | ---------------- | ---- | ----------- |
| 1     | Nicholas Bett    | KEN  | 47,79 WL/NR |
| 2     | Denis Kudrjawzew | RUS  | 48,05 NR    |
| 3     | Jeffery Gibson   | BAH  | 48,17 NR    |
| 4     | Kerron Clement   | USA  | 48,18       |
| 5     | Boniface Tumuti  | KEN  | 48,33       |
| 6     | Yasmani Copello  | TUR  | 48,96       |
| 7     | Patryk Dobek     | POL  | 49,14       |
| 8     | Michael Tinsley  | USA  | 50,02       |

Finale: 25. August, 20:25 Uhr

### 3000 m Hindernis

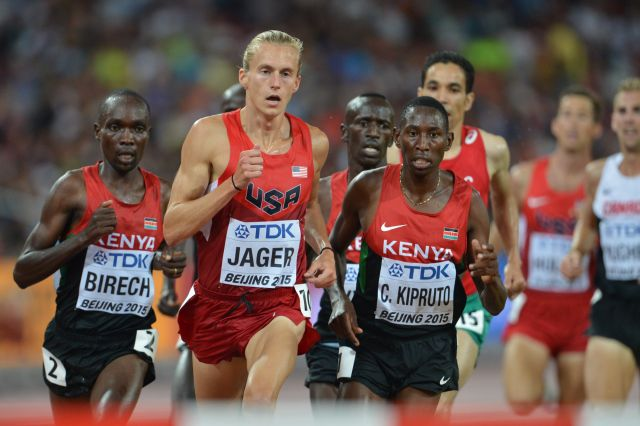
Finale 3000-m-Hindernis

| Platz | Athlet                 | Land | Zeit (min) |
| ----- | ---------------------- | ---- | ---------- |
| 1     | Ezekiel Kemboi         | KEN  | 8:11,28    |
| 2     | Conseslus Kipruto      | KEN  | 8:12,38    |
| 3     | Brimin Kiprop Kipruto  | KEN  | 8:12,54    |
| 4     | Jairus Kipchoge Birech | KEN  | 8:12,62    |
| 5     | Daniel Huling          | USA  | 8:14,39    |
| 6     | Evan Jager             | USA  | 8:15,47    |
| 7     | Brahim Taleb           | MAR  | 8:17,73    |
| 8     | Matthew Hughes         | CAN  | 8:18,63    |

Finale: 24. August, 21:15 Uhr

### 4 × 100 m Staffel
| Platz | Land                | Athleten | Zeit (s) |
| ----- | ------------------- | --- | -------- |
| 1     | Jamaika             | Nesta Carter Asafa Powell Nickel Ashmeade Usain Bolt (Finale) im Vorlauf außerdem: Rasheed Dwyer               | 37,36 WL |
| 2     | Volksrepublik China | Mo Youxue Xie Zhenye Su Bingtian Zhang Peimeng                                                                 | 38,01    |
| 3     | Kanada              | Aaron Brown Andre De Grasse Brendon Rodney Justyn Warner                                                       | 38,13    |
| 4     | Deutschland         | Julian Reus Sven Knipphals Alexander Kosenkow Aleixo-Platini Menga                                             | 38,15    |
| 5     | Frankreich          | Emmanuel Biron Christophe Lemaitre Guy-Elphège Anouman Jimmy Vicaut                                            | 38,23    |
| 6     | Antigua und Barbuda | Chavaughn Walsh Daniel Bailey Jared Jarvis Miguel Francis                                                      | 38,61    |
| DSQ   | USA                 | Trayvon Bromell Justin Gatlin Tyson Gay Mike Rodgers                                                           |          |
| DNF   | Großbritannien      | Richard Kilty Daniel Talbot James Ellington Chijindu Ujah (Finale) im Vorlauf außerdem: Harry Aikines-Aryeetey |          |

Finale: 29. August, 21:10 Uhr

### 4 × 400 m Staffel

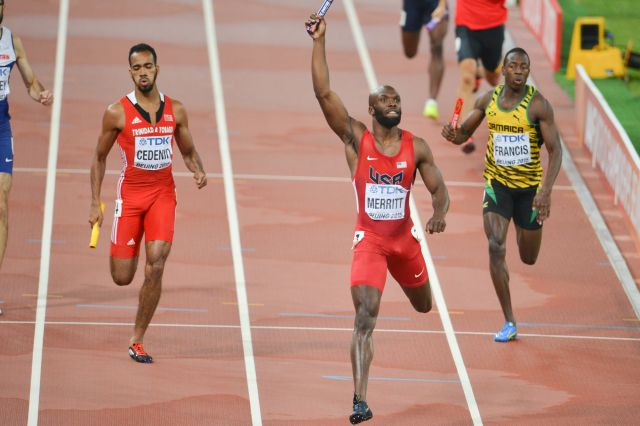
Zieleinlauf in der 4-mal-400-Meter-Staffel (v. l. n. r.): Machel Cedenio, LaShawn Merritt, Javon Francis

| Platz | Land                | Athleten | Zeit (min) |
| ----- | ------------------- | --- | ---------- |
| 1     | USA                 | David Verburg (Finale) Tony McQuay Bryshon Nellum LaShawn Merritt (Finale) im Vorlauf außerdem: Kyle Clemons Vernon Norwood | 2:57,82 WL |
| 2     | Trinidad und Tobago | Renny Quow Lalonde Gordon Deon Lendore Machel Cedenio (Finale) im Vorlauf außerdem: Jarrin Solomon                          | 2:58,20 NR |
| 3     | Großbritannien      | Rabah Yousif Delano Williams Jarryd Dunn Martyn Rooney                                                                      | 2:58,51    |
| 4     | Jamaika             | Peter Matthews Ricardo Chambers Rusheen McDonald (Finale) Javon Francis im Vorlauf außerdem: Dane Hyatt                     | 2:58,51    |
| 5     | Belgien             | Jonathan Borlée Robin Vanderbemden (Finale) Kevin Borlée Antoine Gillet im Vorlauf außerdem: Dylan Borlée                   | 3:00,24    |
| 6     | Frankreich          | Mame-Ibra Anne Teddy Atine-Venel Mamoudou Hanne Thomas Jordier                                                              | 3:00,65    |
| 7     | Kuba                | William Collazo Raidel Acea Adrián Chacón Yoandys Lescay                                                                    | 3:03,05    |
| 8     | Russland            | Artjom Denmuchametow Pawel Trenichin Denis Alexejew (Finale) Pawel Iwaschko im Vorlauf außerdem: Denis Kudrjawzew           | 3:03,05    |

Finale: 30. August, 20:45 Uhr

### 20 km Gehen

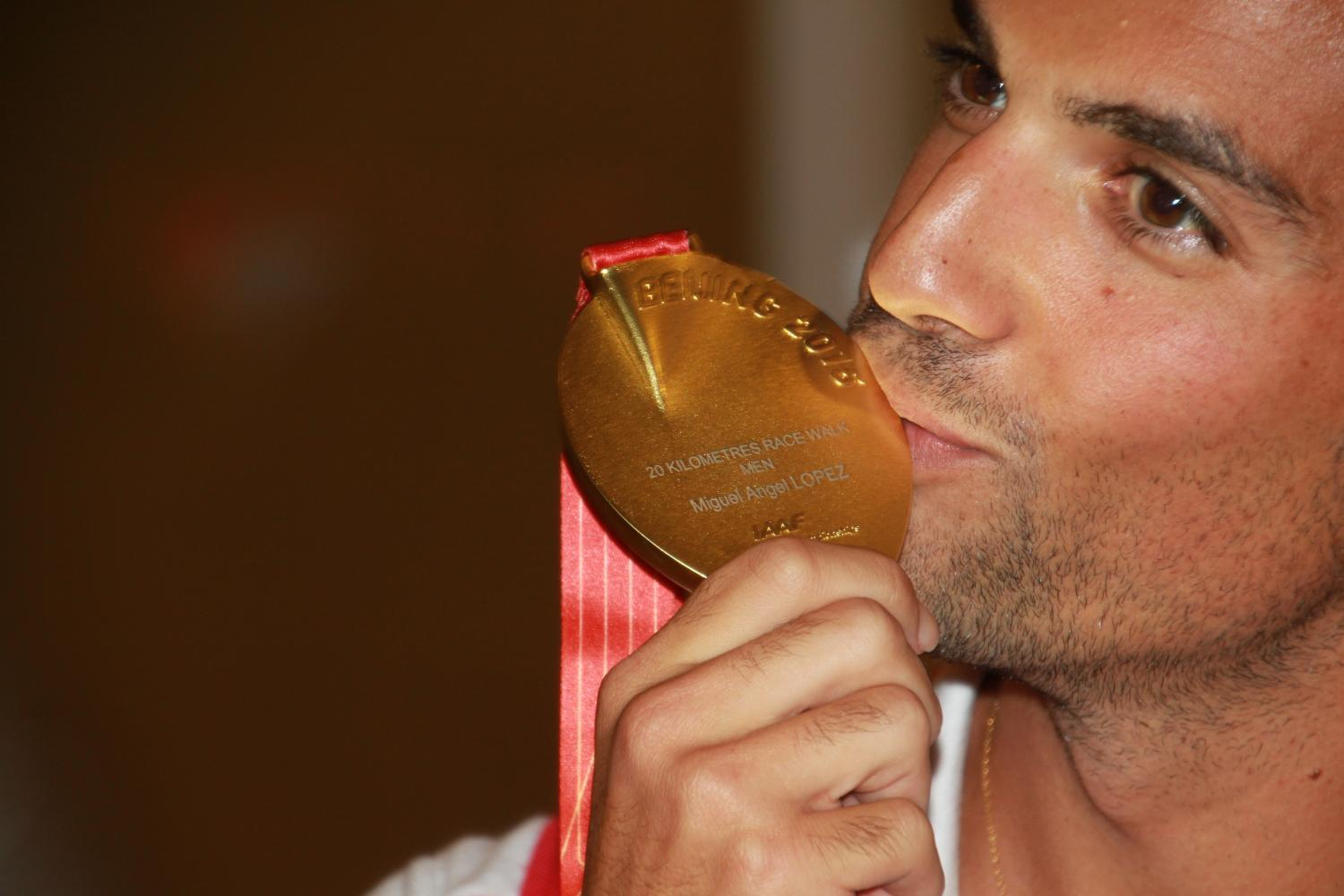
Weltmeister Miguel López mit seiner Goldmedaille

| Platz | Athlet             | Land | Zeit (h)   |
| ----- | ------------------ | ---- | ---------- |
| 1     | Miguel Ángel López | ESP  | 1:19:14    |
| 2     | Wang Zhen          | CHN  | 1:19:29    |
| 3     | Benjamin Thorne    | CAN  | 1:19:57 NR |
| 4     | Ihor Hlawan        | UKR  | 1:20:29    |
| 5     | Cai Zelin          | CHN  | 1:20:42    |
| 6     | Caio Bonfim        | BRA  | 1:20:44    |
| 7     | Éider Arévalo      | COL  | 1:21:13    |
| 8     | Dane Bird-Smith    | AUS  | 1:21:37    |

Datum: 23. August, 8:30 Uhr

### 50 km Gehen
| Platz | Athlet           | Land | Zeit       |
| ----- | ---------------- | ---- | ---------- |
| 1     | Matej Tóth       | SVK  | 3:40:32    |
| 2     | Jared Tallent    | AUS  | 3:42:17    |
| 3     | Takayuki Tanii   | JPN  | 3:42:55    |
| 4     | Hirooki Arai     | JPN  | 3:43:44    |
| 5     | Robert Heffernan | IRL  | 3:44:17    |
| 6     | Zhang Lin        | CHN  | 3:44:39    |
| 7     | Yu Wei           | CHN  | 3:45:21    |
| 8     | Andrés Chocho    | ECU  | 3:46:00 AM |

Datum: 29. August, 7:30 Uhr
Doping:

Der Russe Alexander Jargunkin wurde nach einem positiven EPO-Test einen Tag vor seinem Start von der russischen Antidopingagentur RUSADA suspendiert.

### Hochsprung

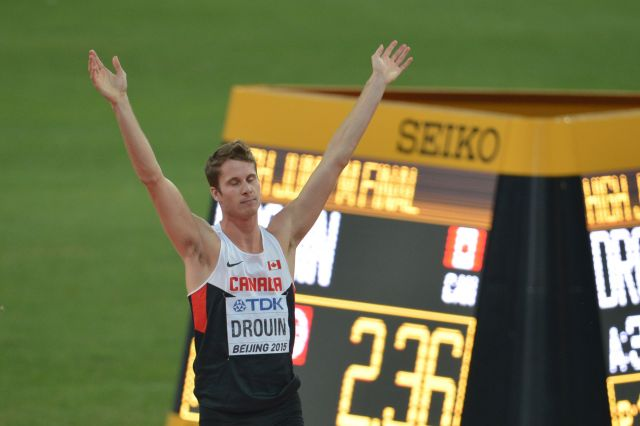
Weltmeister Derek Drouin nach seinem großen Erfolg

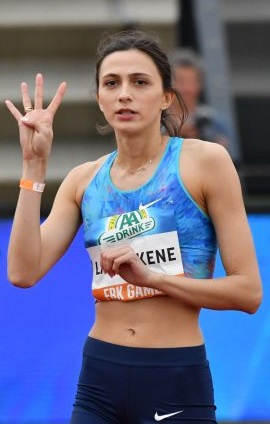
Weltmeisterin Marija Kutschina

| Platz | Athlet             | Land | Höhe (m) |
| ----- | ------------------ | ---- | -------- |
| 1     | Derek Drouin       | CAN  | 2,34     |
| 2     | Bohdan Bondarenko  | UKR  | 2,33     |
| 2     | Zhang Guowei       | CHN  | 2,33     |
| 4     | Mutaz Essa Barshim | QAT  | 2,33     |
| 5     | Daniil Zyplakow    | RUS  | 2,29     |
| 6     | Donald Thomas      | BAH  | 2,29     |
| 7     | Jaroslav Bába      | CZE  | 2,29     |
| 8     | Erik Kynard        | USA  | 2,25     |
| 8     | Gianmarco Tamberi  | ITA  | 2,25     |

Finale: 30. August, 18:30 Uhr

### Stabhochsprung

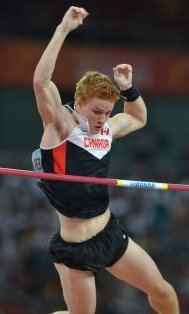
Weltmeister Shawnacy Barber

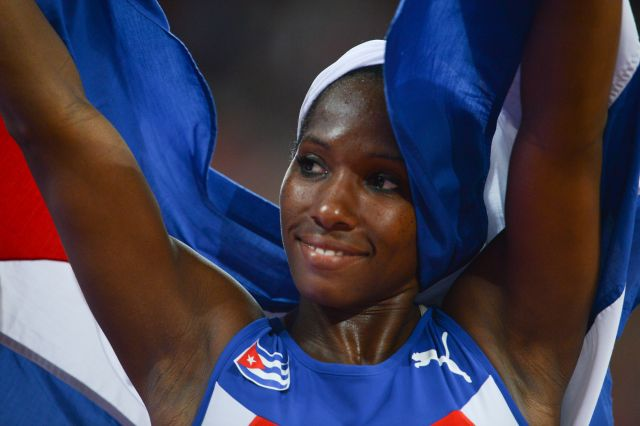
Freude bei Weltmeisterin Yarisley Silva

| Platz | Athlet              | Land | Höhe (m) |
| ----- | ------------------- | ---- | -------- |
| 1     | Shawnacy Barber     | CAN  | 5,90     |
| 2     | Raphael Holzdeppe   | GER  | 5,90     |
| 3     | Paweł Wojciechowski | POL  | 5,80     |
| 3     | Renaud Lavillenie   | FRA  | 5,80     |
| 3     | Piotr Lisek         | POL  | 5,80     |
| 6     | Kévin Menaldo       | FRA  | 5,80     |
| 7     | Tobias Scherbarth   | GER  | 5,65     |
| 7     | Michal Balner       | CZE  | 5,65     |

Finale: 24. August, 19:05 Uhr

### Weitsprung

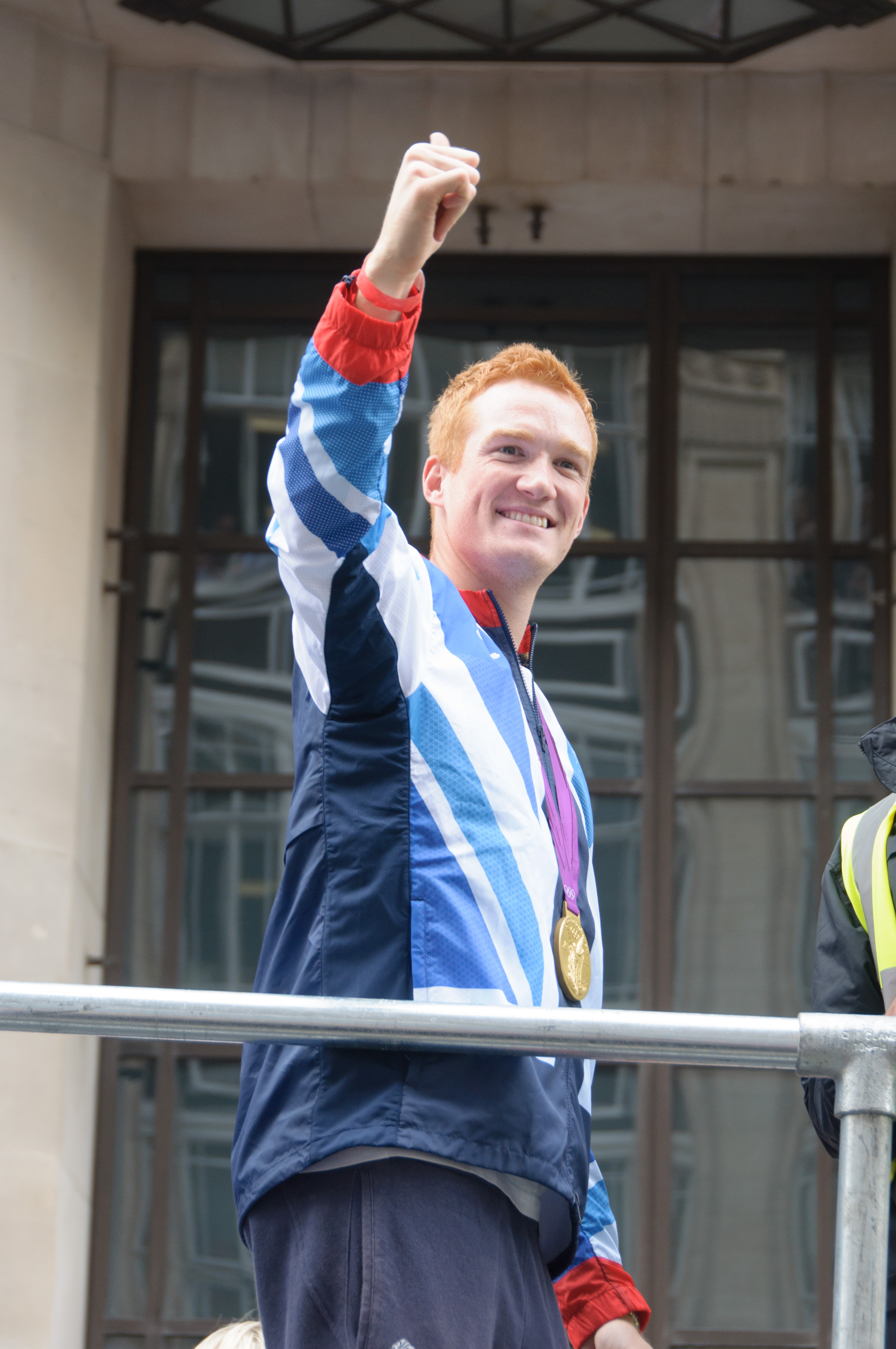
Der britische Weltmeister Greg Rutherford

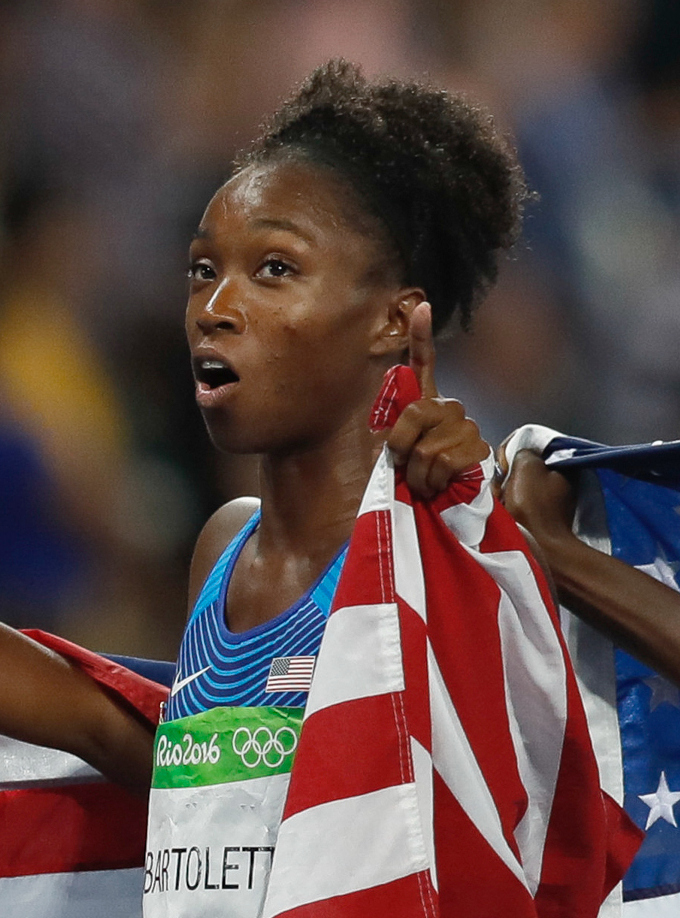
Tianna Bartoletta – nach zehn Jahren wieder Weltmeisterin

| Platz | Athlet           | Land | Weite (m) |
| ----- | ---------------- | ---- | --------- |
| 1     | Greg Rutherford  | GBR  | 8,41      |
| 2     | Fabrice Lapierre | AUS  | 8,24      |
| 3     | Wang Jianan      | CHN  | 8,18      |
| 4     | Gao Xinglong     | CHN  | 8,14      |
| 5     | Li Jinzhe        | CHN  | 8,10      |
| 6     | Alexander Menkow | RUS  | 8,02      |
| 7     | Kafétien Gomis   | FRA  | 8,02      |
| 8     | Sergei Poljanski | RUS  | 7,97      |

Finale: 25. August, 19:25 Uhr

### Dreisprung

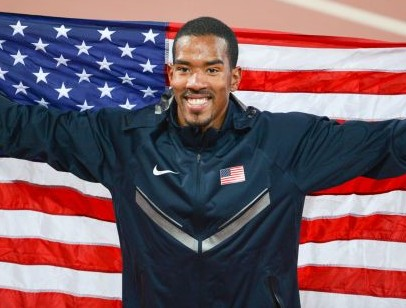
Weltmeister Christian Taylor

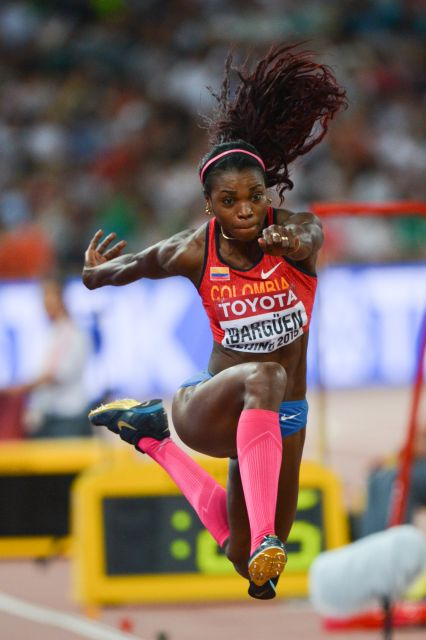
Gelungene Titelverteidigung für Caterine Ibargüen

| Platz | Athlet               | Land | Weite (m) |
| ----- | -------------------- | ---- | --------- |
| 1     | Christian Taylor     | USA  | 18,21 WL  |
| 2     | Pedro Pablo Pichardo | CUB  | 17,73     |
| 3     | Nelson Évora         | POR  | 17,52     |
| 4     | Omar Craddock        | USA  | 17,37     |
| 5     | Ljukman Adams        | RUS  | 17,28     |
| 6     | Marian Oprea         | ROU  | 17,06     |
| 7     | Dmitri Sorokin       | RUS  | 16,99     |
| 8     | Tosin Oke            | NGR  | 16,81     |

Finale: 27. August, 19:10 Uhr

### Kugelstoßen

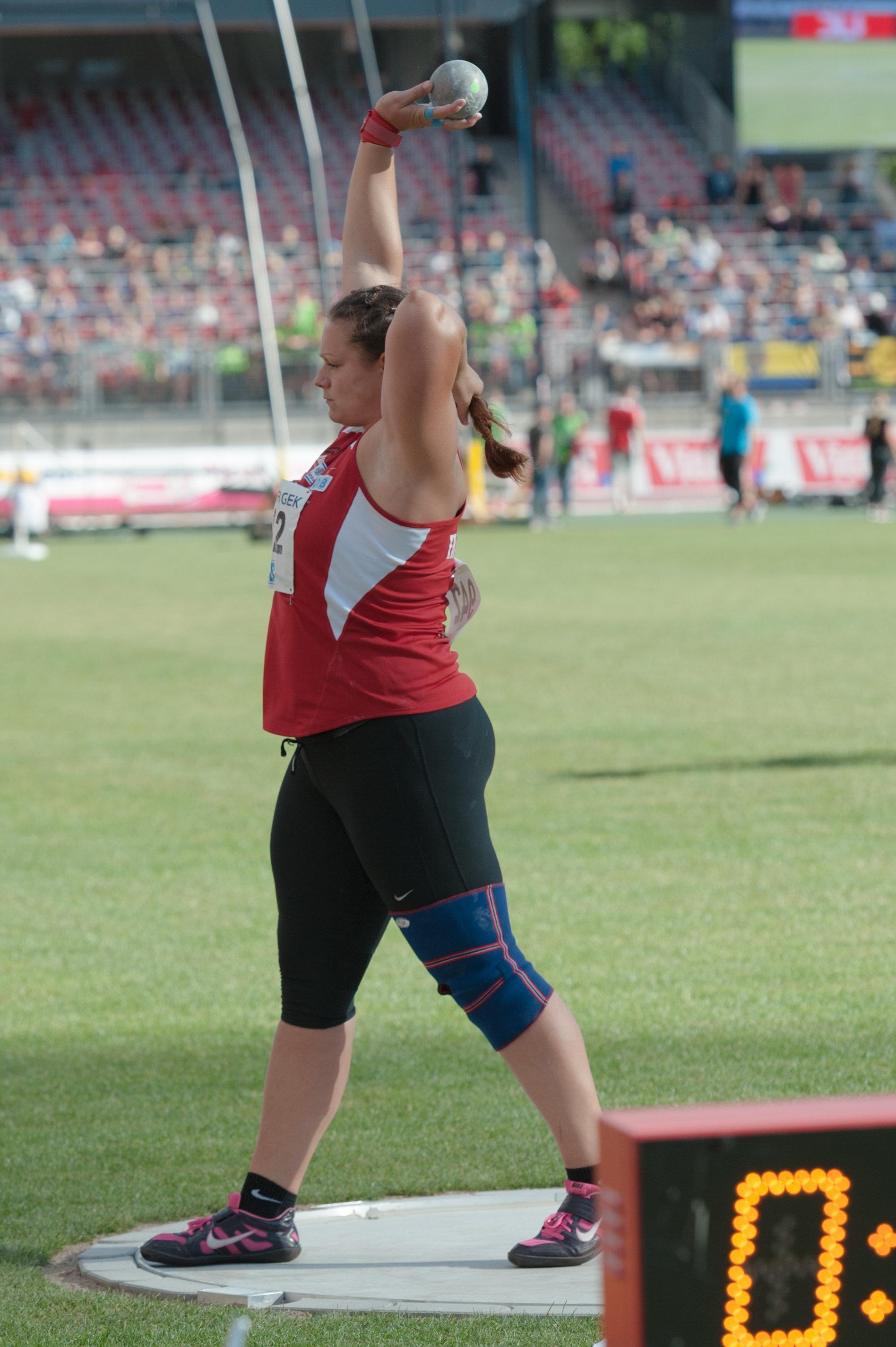
Weltmeisterin Christina Schwanitz

| Platz | Athlet           | Land | Weite (m) |
| ----- | ---------------- | ---- | --------- |
| 1     | Joe Kovacs       | USA  | 21,93     |
| 2     | David Storl      | GER  | 21,74     |
| 3     | O’Dayne Richards | JAM  | 21,69 NR  |
| 4     | Tomas Walsh      | NZL  | 21,58 OZ  |
| 5     | Reese Hoffa      | USA  | 21,00     |
| 6     | Tomasz Majewski  | POL  | 20,82     |
| 7     | Asmir Kolašinac  | SRB  | 20,71     |
| 8     | Jacko Gill       | NZL  | 20,11     |

Finale: 23. August, 19:30 Uhr

### Diskuswurf

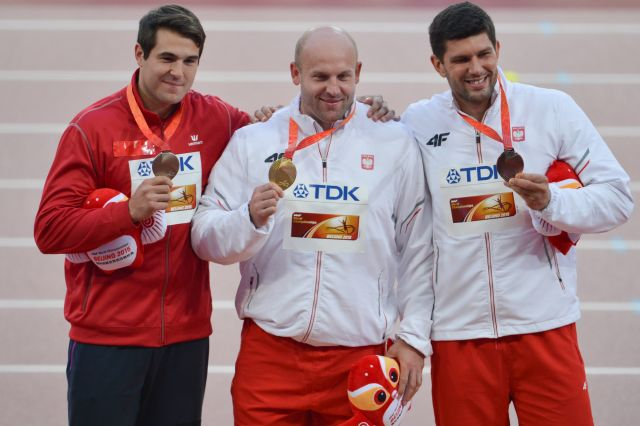
Diskus-Medaillengewinner (v. l. n. r.): Philip Milanov, Piotr Małachowski, Robert Urbanek

| Platz | Athlet             | Land | Weite (m) |
| ----- | ------------------ | ---- | --------- |
| 1     | Piotr Małachowski  | POL  | 67,40     |
| 2     | Philip Milanov     | BEL  | 66,90 NR  |
| 3     | Robert Urbanek     | POL  | 65,18     |
| 4     | Gerd Kanter        | EST  | 64,82     |
| 5     | Daniel Ståhl       | SWE  | 64,73     |
| 6     | Apostolos Parellis | CYP  | 64,55     |
| 7     | Fedrick Dacres     | JAM  | 64,22     |
| 8     | Christoph Harting  | GER  | 63,94     |

Finale: 29. August, 19:50 Uhr

### Hammerwurf

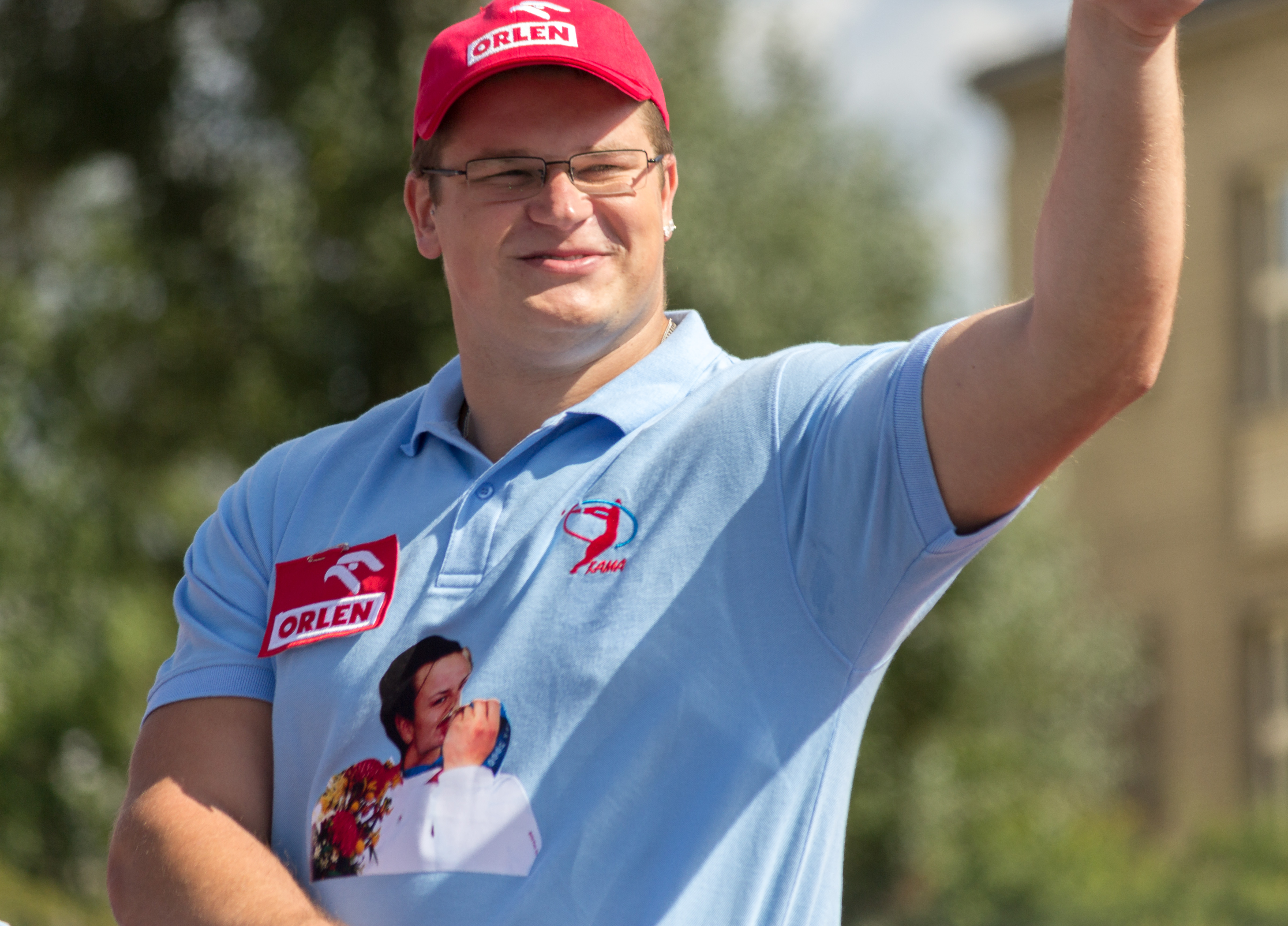
Überlegener Weltmeister: Paweł Fajdek

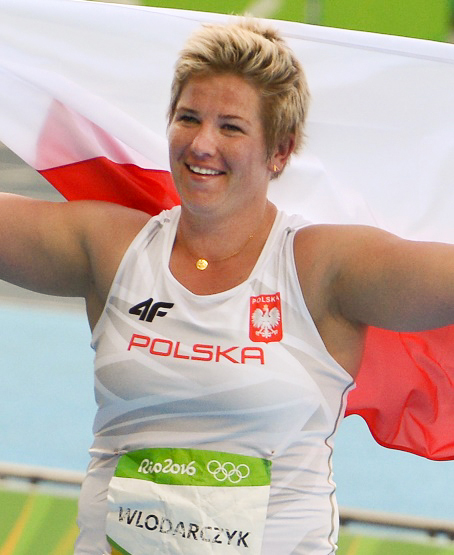
Freude bei der Weltmeisterin Anita Włodarczyk

| Platz | Athlet              | Land | Weite (m) |
| ----- | ------------------- | ---- | --------- |
| 1     | Paweł Fajdek        | POL  | 80,88     |
| 2     | Dilschod Nasarow    | TJK  | 78,55     |
| 3     | Wojciech Nowicki    | POL  | 78,55     |
| 4     | Krisztián Pars      | HUN  | 77,32     |
| 5     | Sergei Litwinow jr. | RUS  | 77,24     |
| 6     | David Söderberg     | FIN  | 76,92     |
| 7     | Mostafa el-Gamel    | EGY  | 76,81     |
| 8     | Marcel Lomnický     | SVK  | 75,79     |

Finale: 23. August, 18:30 Uhr

### Speerwurf

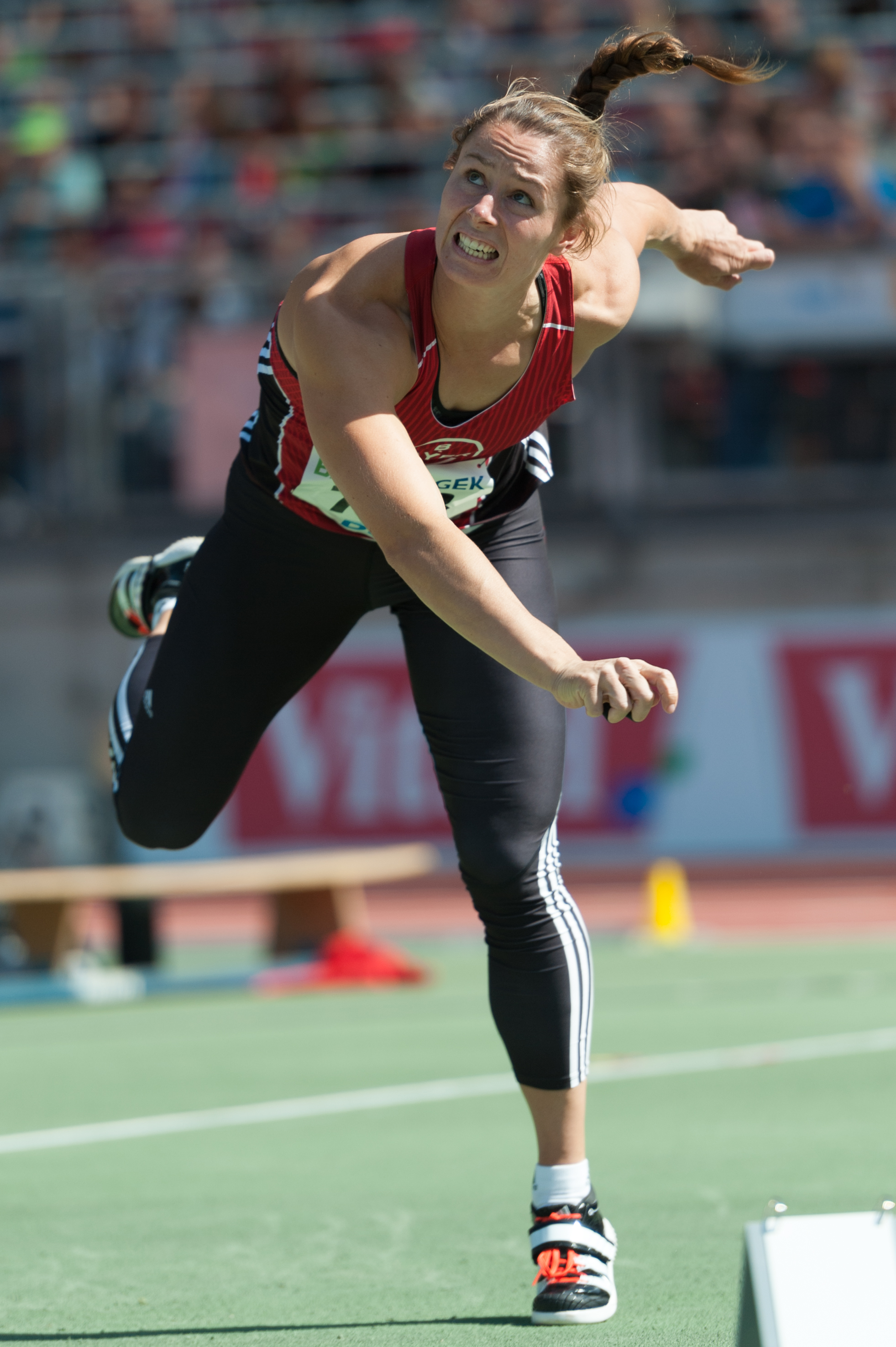
Weltmeisterin Katharina Molitor mit ganzer Kraft in ihrem Wurf

| Platz | Athlet           | Land | Weite (m) |
| ----- | ---------------- | ---- | --------- |
| 1     | Julius Yego      | KEN  | 92,72 WL  |
| 2     | Ihab Abdelrahman | EGY  | 88,99     |
| 3     | Tero Pitkämäki   | FIN  | 87,64     |
| 4     | Thomas Röhler    | GER  | 87,41     |
| 5     | Antti Ruuskanen  | FIN  | 87,12     |
| 6     | Andreas Hofmann  | GER  | 86,01     |
| 7     | Johannes Vetter  | GER  | 83,79     |
| 8     | Vítězslav Veselý | CZE  | 83,13     |

Finale: 26. August, 19:05 Uhr

### Zehnkampf

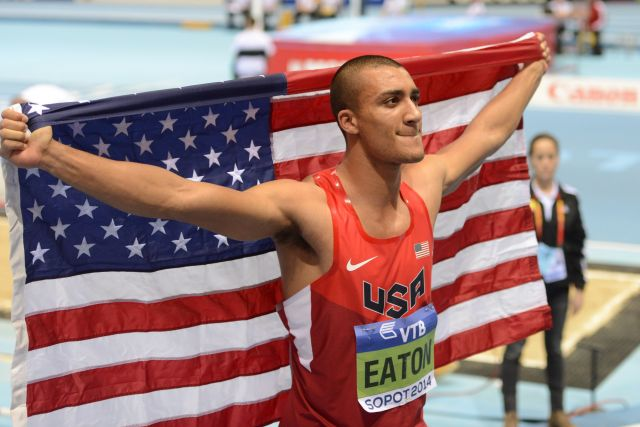
Ashton Eaton – Weltmeister mit neuem Weltrekord

| Platz | Athlet           | Land | Punkte  |
| ----- | ---------------- | ---- | ------- |
| 1     | Ashton Eaton     | USA  | 9045 WR |
| 2     | Damian Warner    | CAN  | 8695 NR |
| 3     | Rico Freimuth    | GER  | 8561    |
| 4     | Ilja Schkurenjow | RUS  | 8538    |
| 5     | Larbi Bourrada   | ALG  | 8461 AF |
| 6     | Kai Kazmirek     | GER  | 8448    |
| 7     | Michael Schrader | GER  | 8418    |
| 8     | Kurt Felix       | GRN  | 8302 NR |

Datum: 28./29. August

## Resultate Frauen

### 100 m
| Platz | Athletin                | Land | Zeit (s) |
| ----- | ----------------------- | ---- | -------- |
| 1     | Shelly-Ann Fraser-Pryce | JAM  | 10,76    |
| 2     | Dafne Schippers         | NED  | 10,81 NR |
| 3     | Tori Bowie              | USA  | 10,86    |
| 4     | Veronica Campbell-Brown | JAM  | 10,91    |
| 5     | Michelle-Lee Ahye       | TTO  | 10,98    |
| 6     | Kelly-Ann Baptiste      | TTO  | 11,01    |
| 7     | Natasha Morrison        | JAM  | 11,02    |
| 8     | Blessing Okagbare       | NGR  | 11,02    |

Finale: 24. August, 21:35 Uhr
Wind: −0,3 m/s

### 200 m
| Platz | Athletin                | Land | Zeit (s)       |
| ----- | ----------------------- | ---- | -------------- |
| 1     | Dafne Schippers         | NED  | 21,63 CR/WL/ER |
| 2     | Elaine Thompson         | JAM  | 21,66          |
| 3     | Veronica Campbell-Brown | JAM  | 21,97          |
| 4     | Candyce McGrone         | USA  | 22,01          |
| 5     | Dina Asher-Smith        | GBR  | 22,07 NR       |
| 6     | Jeneba Tarmoh           | USA  | 22,31          |
| 7     | Iwet Lalowa-Collio      | BGR  | 22,41          |
| 8     | Sherone Simpson         | JAM  | 22,50          |

Finale: 28. August, 21:00 Uhr
Wind: +0,2 m/s

### 400 m

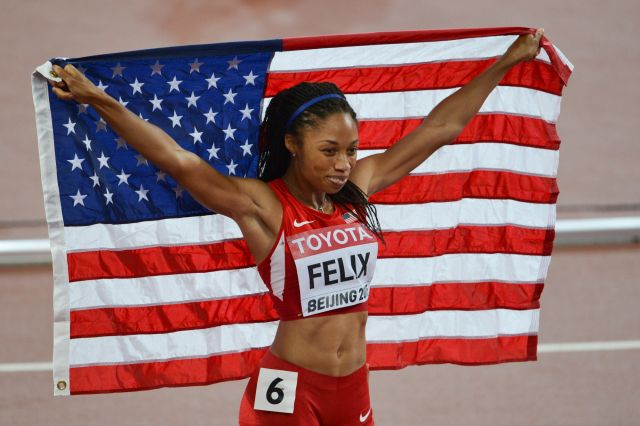
Allyson Felix gewann Gold über 400 Meter und Silber mit beiden Staffeln

| Platz | Athletin                | Land | Zeit (s) |
| ----- | ----------------------- | ---- | -------- |
| 1     | Allyson Felix           | USA  | 49,26 WL |
| 2     | Shaunae Miller          | BAH  | 49,67    |
| 3     | Shericka Jackson        | JAM  | 49,99    |
| 4     | Christine Day           | JAM  | 50,14    |
| 5     | Stephenie Ann McPherson | JAM  | 50,42    |
| 6     | Novlene Williams-Mills  | JAM  | 50,47    |
| 7     | Phyllis Francis         | USA  | 50,51    |
| 8     | Christine Ohuruogu      | GBR  | 50,63    |

Finale: 27. August, 20:40 Uhr
Doping:

Die Kenianerin Joy Sakari, die sich für das Halbfinale qualifiziert hatte, dort jedoch nicht antrat, wurde nach einer positiven Dopingprobe durch die IAAF von den Weltmeisterschaften suspendiert.

### 800 m
| Platz | Athletin              | Land | Zeit (min) |
| ----- | --------------------- | ---- | ---------- |
| 1     | Maryna Arsamassawa    | BLR  | 1:58,03    |
| 2     | Melissa Bishop        | CAN  | 1:58,12    |
| 3     | Eunice Jepkoech Sum   | KEN  | 1:58,18    |
| 4     | Rababe Arafi          | MAR  | 1:58,90    |
| 5     | Shelayna Oskan-Clarke | GBR  | 1:58,99    |
| 6     | Natalija Lupu         | UKR  | 1:58,99    |
| 7     | Joanna Jóźwik         | POL  | 1:59,09    |
| 8     | Rénelle Lamote        | FRA  | 1:59,70    |

Finale: 29. August, 19:15 Uhr

### 1500 m
| Platz | Athletin          | Land | Zeit (min) |
| ----- | ----------------- | ---- | ---------- |
| 1     | Genzebe Dibaba    | ETH  | 4:08,09    |
| 2     | Faith Kipyegon    | KEN  | 4:08,96    |
| 3     | Sifan Hassan      | NED  | 4:09,34    |
| 4     | Dawit Seyaum      | ETH  | 4:10,26    |
| 5     | Laura Muir        | GBR  | 4:11,48    |
| 6     | Abeba Aregawi     | SWE  | 4:12,16    |
| 7     | Shannon Rowbury   | USA  | 4:12,39    |
| 8     | Angelika Cichocka | POL  | 4:13,22    |

Finale: 25. August, 20:35 Uhr

### 5000 m
| Platz | Athletin              | Land | Zeit (min)  |
| ----- | --------------------- | ---- | ----------- |
| 1     | Almaz Ayana           | ETH  | 14:26,83 CR |
| 2     | Senbere Teferi        | ETH  | 14:44,07    |
| 3     | Genzebe Dibaba        | ETH  | 14:44,14    |
| 4     | Viola Jelagat Kibiwot | KEN  | 14:46,16    |
| 5     | Mercy Cherono         | KEN  | 15:01,36    |
| 6     | Janet Kisa            | KEN  | 15:02,68    |
| 7     | Irene Cheptai         | KEN  | 15:03,41    |
| 8     | Susan Kuijken         | NED  | 15:08,00    |

Finale: 30. August, 19:15 Uhr

### 10.000 m
| Platz | Athletin         | Land | Zeit (min) |
| ----- | ---------------- | ---- | ---------- |
| 1     | Vivian Cheruiyot | KEN  | 31:41,31   |
| 2     | Gelete Burka     | ETH  | 31:41,77   |
| 3     | Emily Infeld     | USA  | 31:43,49   |
| 4     | Molly Huddle     | USA  | 31:43,58   |
| 5     | Sally Kipyego    | KEN  | 31:44,42   |
| 6     | Shalane Flanagan | USA  | 31:46,23   |
| 7     | Alemitu Heroye   | ETH  | 31:49,73   |
| 8     | Betsy Saina      | KEN  | 31:51,35   |

Datum: 24. August, 20:35 Uhr

### Marathon
| Platz | Athletin               | Land | Zeit (h) |
| ----- | ---------------------- | ---- | -------- |
| 1     | Mare Dibaba            | ETH  | 2:27:35  |
| 2     | Helah Kiprop           | KEN  | 2:27:36  |
| 3     | Eunice Jepkirui Kirwa  | BRN  | 2:27:39  |
| 4     | Jemima Jelagat Sumgong | KEN  | 2:27:42  |
| 5     | Edna Kiplagat          | KEN  | 2:28:18  |
| 6     | Tigist Tufa            | ETH  | 2:29:12  |
| 7     | Mai Itō                | JPN  | 2:29:48  |
| 8     | Tirfi Tsegaye          | ETH  | 2:30:54  |

Datum: 30. August, 7:30 Uhr

### 100 m Hürden

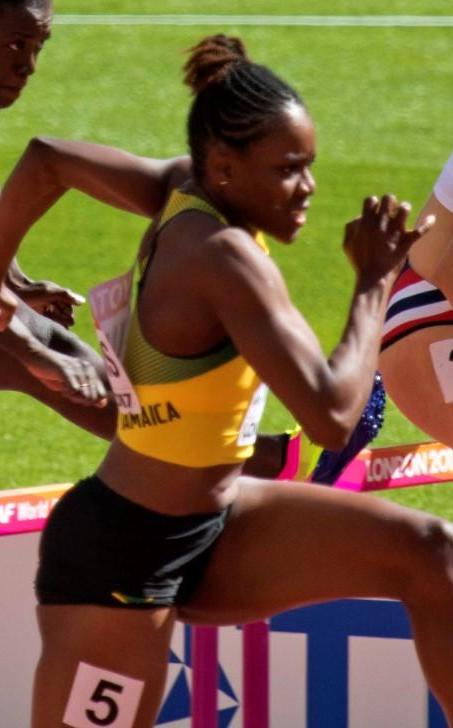
Danielle Williams – Weltmeisterin mit persönlicher Bestleistung

| Platz | Athletin           | Land | Zeit (s) |
| ----- | ------------------ | ---- | -------- |
| 1     | Danielle Williams  | JAM  | 12,57    |
| 2     | Cindy Roleder      | GER  | 12,59    |
| 3     | Alina Talaj        | BLR  | 12,66 NR |
| 4     | Brianna Rollins    | USA  | 12,67    |
| 5     | Tiffany Porter     | GBR  | 12,68    |
| 6     | Noemi Zbären       | SUI  | 12,95    |
| 7     | Shermaine Williams | JAM  | 12,97    |
| 8     | Sharika Nelvis     | USA  | 13,06    |

Finale: 28. August, 12:35
Wind: −0,3 m/s

### 400 m Hürden
| Platz | Athletin            | Land | Zeit (s) |
| ----- | ------------------- | ---- | -------- |
| 1     | Zuzana Hejnová      | CZE  | 53,50 WL |
| 2     | Shamier Little      | USA  | 53,94    |
| 3     | Cassandra Tate      | USA  | 54,02    |
| 4     | Sara Slott Petersen | DEN  | 54,20    |
| 5     | Janieve Russell     | JAM  | 54,64    |
| 6     | Eilidh Child        | GBR  | 54,78    |
| 7     | Wenda Nel           | RSA  | 54,94    |
| 8     | Kaliese Spencer     | JAM  | 55,47    |

Finale: 26. August, 20:10 Uhr
Doping:

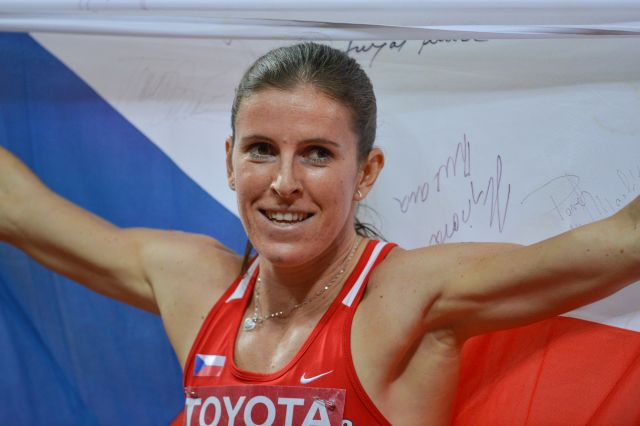
Zuzana Hejnová verteidigte ihren Titel mit Weltjahresbestleistung

Die im Vorlauf ausgeschiedene Kenianerin Koki Manunga wurde nach einer positiven Dopingprobe durch die IAAF von den Weltmeisterschaften suspendiert.

### 3000 m Hindernis
| Platz | Athletin              | Land | Zeit (min) |
| ----- | --------------------- | ---- | ---------- |
| 1     | Hyvin Kiyeng          | KEN  | 9:19,11    |
| 2     | Habiba Ghribi         | TUN  | 9:19,24    |
| 3     | Gesa Felicitas Krause | GER  | 9:19,25    |
| 4     | Sofia Assefa          | ETH  | 9:20,01    |
| 5     | Emma Coburn           | USA  | 9:21,78    |
| 6     | Hiwot Ayalew          | ETH  | 9:24,27    |
| 7     | Virginia Nyambura     | KEN  | 9:26,21    |
| 8     | Lalita Babar          | IND  | 9:29,64    |

Finale: 26. August, 21:00 Uhr
Doping:

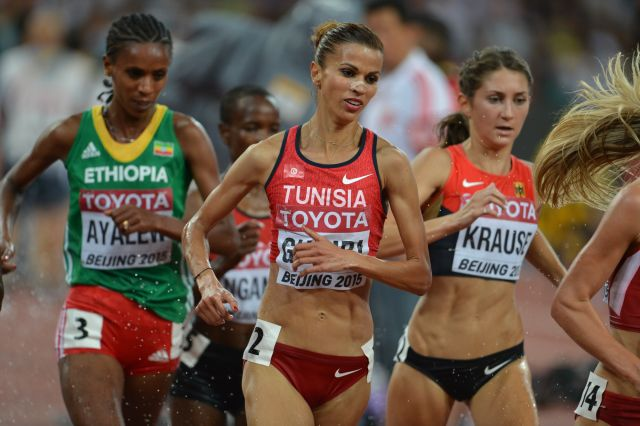
Hindernis-Finale (v. l. n. r): Hiwot Ayalew, Virginia Nganga (verdeckt), Habiba Ghribi und Gesa Felicitas Krause

Auch über 3000 m Hindernis gab es einen Dopingfall. Die im Vorlauf ausgeschiedene russische Läuferin Jekaterina Dosseikina wurde nach einer positiven Dopingprobe für vier Jahre gesperrt, ihr Resultat bei diesen Weltmeisterschaften wurde annulliert.

### 4 × 100 m Staffel
| Platz | Land                | Athletinnen | Zeit (s)                                                         |
| ----- | ------------------- | --- | ---------------------------------------------------------------- |
| 1     | Jamaika             | Veronica Campbell-Brown (Finale) Natasha Morrison Elaine Thompson (Finale) Shelly-Ann Fraser-Pryce im Vorlauf außerdem: Sherone Simpson Kerron Stewart | 41,07 CR/WL                                                      |
| 2     | USA                 | English Gardner Allyson Felix Jenna Prandini Jasmine Todd                                                                                              | 41,68                                                            |
| 3     | Trinidad und Tobago | Kelly-Ann Baptiste Michelle-Lee Ahye Reyare Thomas Semoy Hackett (Finale) im Vorlauf außerdem: Khalifa St. Fort                                        | 42,03 NR                                                         |
| 4     | Großbritannien      | Asha Philip Dina Asher-Smith (Finale) Jodie Williams Desiree Henry im Vorlauf außerdem: Bianca Williams                                                | 42,10 NR                                                         |
| 5     | Deutschland         | Rebekka Haase Alexandra Burghardt Gina Lückenkemper Verena Sailer                                                                                      | 42,64                                                            |
| 6     | Kanada              | Crystal Emmanuel Kimberly Hyacinthe Isatu Fofanah Khamica Bingham                                                                                      | 43,05                                                            |
| DSQ   | Niederlande         | Nadine Visser Dafne Schippers Naomi Sedney Jamile Samuel                                                                                               | IAAF Rule 170.7 – Staffelstabübergabe außerhalb des Wechselraums |
| DNF   | Russland            | Marina Pantelejewa Xenija Ryschowa Jelisaweta Demirowa Anna Kukuschkina (Finale) im Vorlauf außerdem: Jekaterina Smirnowa                              |                                                                  |

Finale: 29. August, 20:45 Uhr
Doping:

Deborah Oluwaseun Odeyemi, Mitglied der Staffel Nigerias, wurde bei den nigerianischen Meisterschaften am 30. Juli 2015 positiv auf das Steroid Methenolon getestet. Die nigerianische Staffel, die im Vorlauf ausgeschieden war, wurde disqualifiziert, die Athletin erhielt eine Sperre von vier Jahren.

### 4 × 400 m Staffel
| Platz | Land           | Athletinnen | Zeit (min) |
| ----- | -------------- | --- | ---------- |
| 1     | Jamaika        | Christine Day Shericka Jackson Stephenie Ann McPherson (Finale) Novlene Williams-Mills (Finale) im Vorlauf außerdem: Anastasia Le-Roy Chrisann Gordon | 3:19,13 WL |
| 2     | USA            | Sanya Richards-Ross Natasha Hastings (Finale) Allyson Felix (Finale) Francena McCorory im Vorlauf außerdem: Phyllis Francis Jessica Beard             | 3:19,44    |
| 3     | Großbritannien | Christine Ohuruogu (Finale) Anyika Onuora Eilidh Child Seren Bundy-Davies im Vorlauf außerdem: Kirsten McAslan                                        | 3:23,62    |
| 4     | Russland       | Nadeschda Kotljarowa (Finale) Xenija Sadorina Xenija Ryschowa (Finale) Xenija Aksjonowa im Vorlauf außerdem: Marija Michailjuk Jekaterina Renschina   | 3:24,84    |
| 5     | Ukraine        | Olha Semljak Natalija Lupu (Finale) Natalija Pyhyda (Finale) Olha Ljachowa im Vorlauf außerdem: Julija Olischewska Olha Bibik                         | 3:25,94    |
| 6     | Frankreich     | Estelle Perrossier Marie Gayot Agnès Raharolahy Floria Gueï                                                                                           | 3:26,45    |
| 7     | Kanada         | Carline Muir Aiyanna Stiverne Sage Watson Audrey Jean-Baptiste (Finale) im Vorlauf außerdem: Nicole Sassine                                           | 3:27,69    |
| DOP   | Nigeria        | Regina George Funke Oladoye Tosin Adeloye Patience Okon George                                                                                        | 3:25,11    |

Finale: 30. August, 20:45 Uhr
Doping:

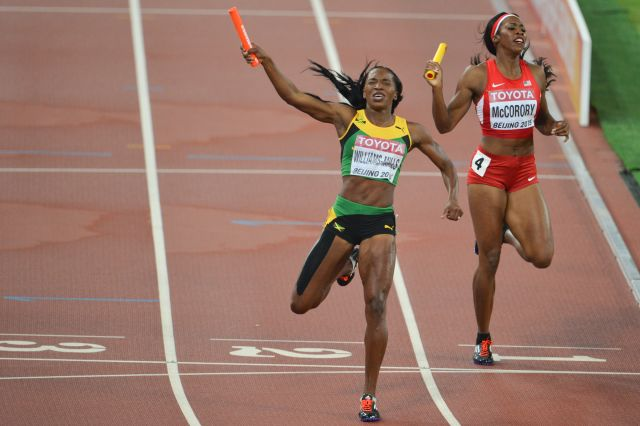
Zieleinlauf 4 × 400 m: Novlene Williams-Mills vor Francena McCorory

Wegen eines positiven Dopingbefunds der Läuferin Tosin Adeloye wurde die nigerianische Staffel – zunächst auf Platz 5 – disqualifiziert und von der Teilnahme an den Olympischen Spielen 2016 ausgeschlossen.

### 20 km Gehen
| Platz | Athletin                   | Land | Zeit (h) |
| ----- | -------------------------- | ---- | -------- |
| 1     | Liu Hong                   | CHN  | 1:27:45  |
| 2     | Lü Xiuzhi                  | CHN  | 1:27:45  |
| 3     | Ljudmyla Oljanowska        | UKR  | 1:28:13  |
| 4     | Ana Cabecinha              | POR  | 1:29:29  |
| 5     | Antonella Palmisano        | ITA  | 1:29:34  |
| 6     | Érica de Sena              | BRA  | 1:30:06  |
| 7     | Brigita Virbalytė-Dimšienė | LTU  | 1:30:20  |
| 8     | Anežka Drahotová           | CZE  | 1:30:32  |

Datum: 28. August, 8:30 Uhr
Doping:

Im Frauengehen kam es zu einem weiteren Dopingfall dieser Weltmeisterschaften. Die Ukrainerin Olena Shumkina, zunächst Rang 41, wurde wegen der Werte in ihrem Biologischen Pass für drei Jahre gesperrt. Sämtliche Resultate seit Mai 2011 wurden annulliert, betroffen davon waren ihre Ergebnisse bei drei Weltmeisterschaften und den Olympischen Spielen 2012.

### Hochsprung
| Platz | Athletin                   | Land | Höhe (m) |
| ----- | -------------------------- | ---- | -------- |
| 1     | Marija Kutschina           | RUS  | 2,01     |
| 2     | Blanka Vlašić              | CRO  | 2,01     |
| 3     | Anna Tschitscherowa        | RUS  | 2,01     |
| 4     | Kamila Lićwinko            | POL  | 1,99     |
| 5     | Ruth Beitia                | ESP  | 1,99     |
| 6     | Marie-Laurence Jungfleisch | GER  | 1,99     |
| 7     | Jeanelle Scheper           | LCA  | 1,92     |
| 8     | Eleanor Patterson          | AUS  | 1,92     |

Finale: 29. August, 18:30 Uhr

### Stabhochsprung
| Platz | Athletin               | Land | Höhe (m) |
| ----- | ---------------------- | ---- | -------- |
| 1     | Yarisley Silva         | CUB  | 4,90     |
| 2     | Fabiana Murer          | BRA  | 4,85 SRe |
| 3     | Nikoleta Kyriakopoulou | GRE  | 4,80     |
| 4     | Angelica Bengtsson     | SWE  | 4,70 NR  |
| 4     | Sandi Morris           | USA  | 4,70     |
| 4     | Jennifer Suhr          | USA  | 4,70     |
| 7     | Holly Bradshaw         | GBR  | 4,70     |
| 8     | Martina Strutz         | GER  | 4,60     |

Finale: 26. August, 19:00 Uhr

### Weitsprung
| Platz | Athletin          | Land | Weite (m) |
| ----- | ----------------- | ---- | --------- |
| 1     | Tianna Bartoletta | USA  | 7,14 WL   |
| 2     | Shara Proctor     | GBR  | 7,07 NR   |
| 3     | Ivana Španović    | SRB  | 7,01 NR   |
| 4     | Christabel Nettey | CAN  | 6,95      |
| 5     | Lorraine Ugen     | GBR  | 6,85      |
| 6     | Malaika Mihambo   | GER  | 6,79      |
| 7     | Khaddi Sagnia     | SWE  | 6,78      |
| 8     | Janay DeLoach     | USA  | 6,67      |

Finale: 28. August, 19:50 Uhr

### Dreisprung
| Platz | Athletin                | Land | Weite (m) |
| ----- | ----------------------- | ---- | --------- |
| 1     | Caterine Ibargüen       | COL  | 14,98     |
| 2     | Hanna Knjasjewa-Minenko | ISR  | 14,78 NR  |
| 3     | Olga Rypakowa           | KAZ  | 14,77     |
| 4     | Gabriela Petrowa        | BUL  | 14,66     |
| 5     | Kimberly Williams       | JAM  | 14,45     |
| 6     | Olha Saladucha          | UKR  | 14,41     |
| 7     | Jekaterina Konewa       | RUS  | 14,37     |
| 8     | Kristin Gierisch        | GER  | 14,25     |

Finale: 24. August, 19:30 Uhr

### Kugelstoßen
| Platz | Athletin              | Land | Weite (m) |
| ----- | --------------------- | ---- | --------- |
| 1     | Christina Schwanitz   | GER  | 20,37     |
| 2     | Gong Lijiao           | CHN  | 20,30     |
| 3     | Michelle Carter       | USA  | 19,76     |
| 4     | Anita Márton          | HUN  | 19,48 NR  |
| 5     | Gao Yang              | CHN  | 19,04     |
| 6     | Aljona Dubizkaja      | BLR  | 18,52     |
| 7     | Julija Leanzjuk       | BLR  | 18,25     |
| 8     | Natallja Michnewitsch | BLR  | 18,24     |

Finale: 22. August, 20:05 Uhr

### Diskuswurf
| Platz | Athletin        | Land | Weite (m) |
| ----- | --------------- | ---- | --------- |
| 1     | Denia Caballero | CUB  | 69,28     |
| 2     | Sandra Perković | CRO  | 67,39     |
| 3     | Nadine Müller   | GER  | 65,53     |
| 4     | Yaimé Pérez     | CUB  | 65,46     |
| 5     | Julia Fischer   | GER  | 63,88     |
| 6     | Dani Samuels    | AUS  | 63,14     |
| 7     | Shanice Craft   | GER  | 63,10     |
| 8     | Su Xinyue       | CHN  | 62,90     |

Finale: 25. August, 19:00 Uhr

### Hammerwurf
| Platz | Athletin            | Land | Weite (m) |
| ----- | ------------------- | ---- | --------- |
| 1     | Anita Włodarczyk    | POL  | 80,85 CR  |
| 2     | Zhang Wenxiu        | CHN  | 76,33     |
| 3     | Alexandra Tavernier | FRA  | 74,02     |
| 4     | Sophie Hitchon      | GBR  | 73,86 NR  |
| 5     | Wang Zheng          | CHN  | 73,83     |
| 6     | Kathrin Klaas       | GER  | 73,18     |
| 7     | Betty Heidler       | GER  | 72,56     |
| 8     | Zalina Marghieva    | MDA  | 72,38     |

Finale: 27. August, 19:00 Uhr

### Speerwurf
| Platz | Athletin            | Land | Weite (m) |
| ----- | ------------------- | ---- | --------- |
| 1     | Katharina Molitor   | GER  | 67,69 WL  |
| 2     | Lü Huihui           | CHN  | 66,13 AS  |
| 3     | Sunette Viljoen     | RSA  | 65,79     |
| 4     | Christina Obergföll | GER  | 64,61     |
| 5     | Li Lingwei          | CHN  | 64,10     |
| 6     | Christin Hussong    | GER  | 62,98     |
| 7     | Sinta Ozoliņa       | LAT  | 62,20     |
| 8     | Kara Winger         | USA  | 60,88     |

Finale: 30. August, 18:45 Uhr

### Siebenkampf

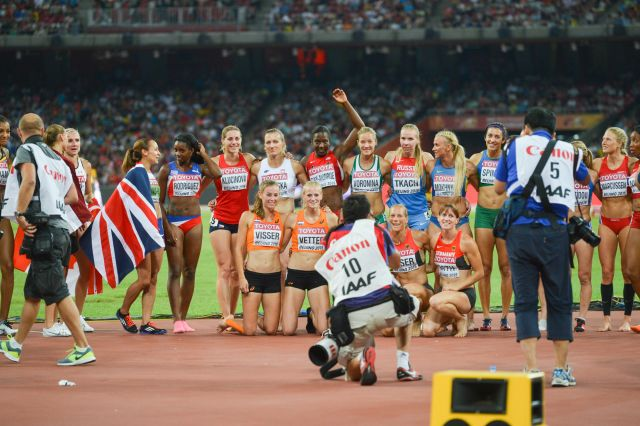
Gruppenbild der Athletinnen nach dem Wettkampf

| Platz | Athletin                 | Land | Punkte  |
| ----- | ------------------------ | ---- | ------- |
| 1     | Jessica Ennis-Hill       | GBR  | 6669    |
| 2     | Brianne Theisen-Eaton    | CAN  | 6554    |
| 3     | Laura Ikauniece-Admidiņa | LAT  | 6516 NR |
| 4     | Nadine Broersen          | NED  | 6491    |
| 5     | Claudia Rath             | GER  | 6441    |
| 6     | Györgyi Zsivoczky-Farkas | HUN  | 6389    |
| 7     | Anastassija Mochnjuk     | UKR  | 6359    |
| 8     | Nadine Visser            | NED  | 6344    |

Datum: 22./23. August